# 九龍城區

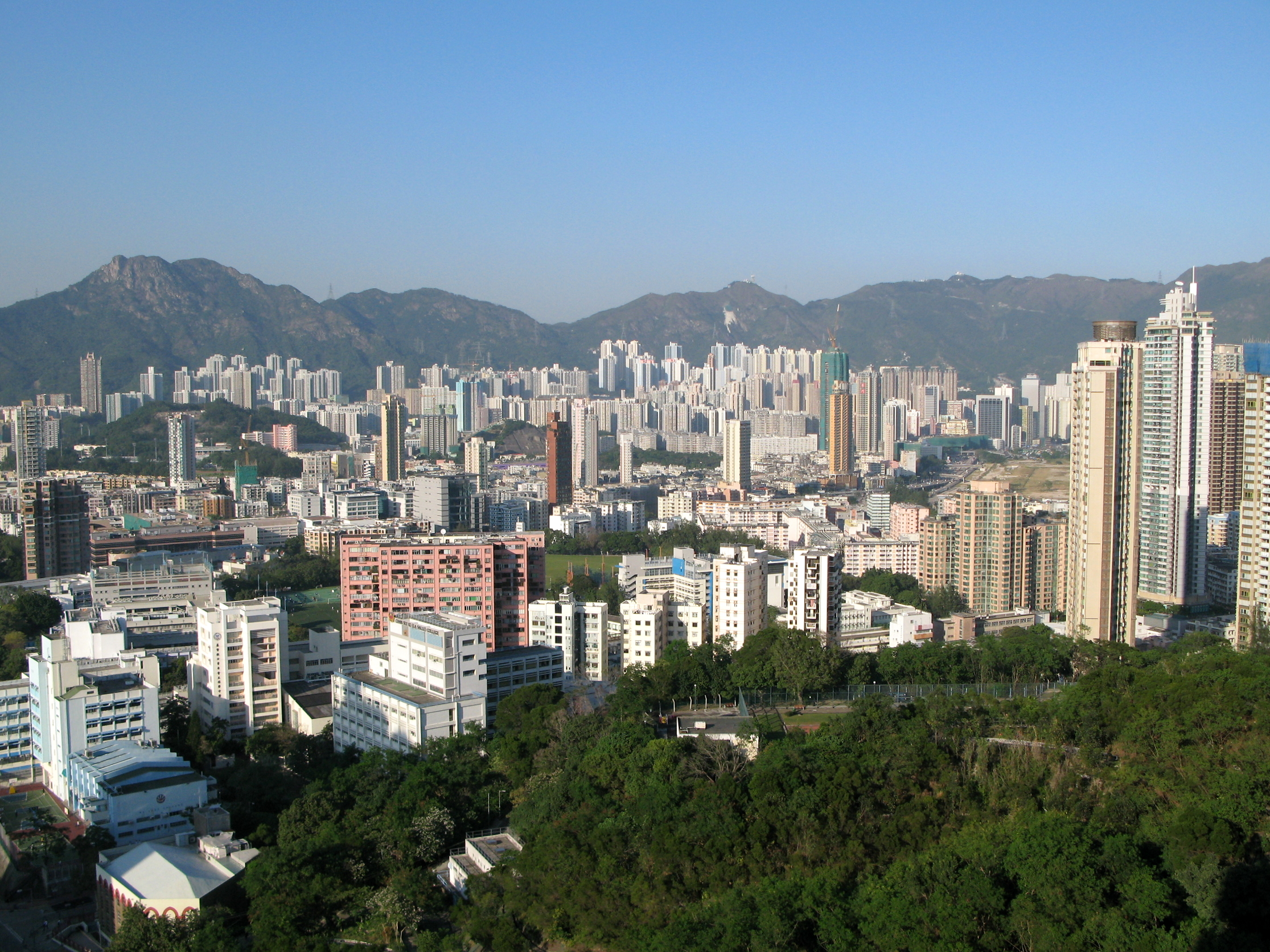
九龍城區面貌

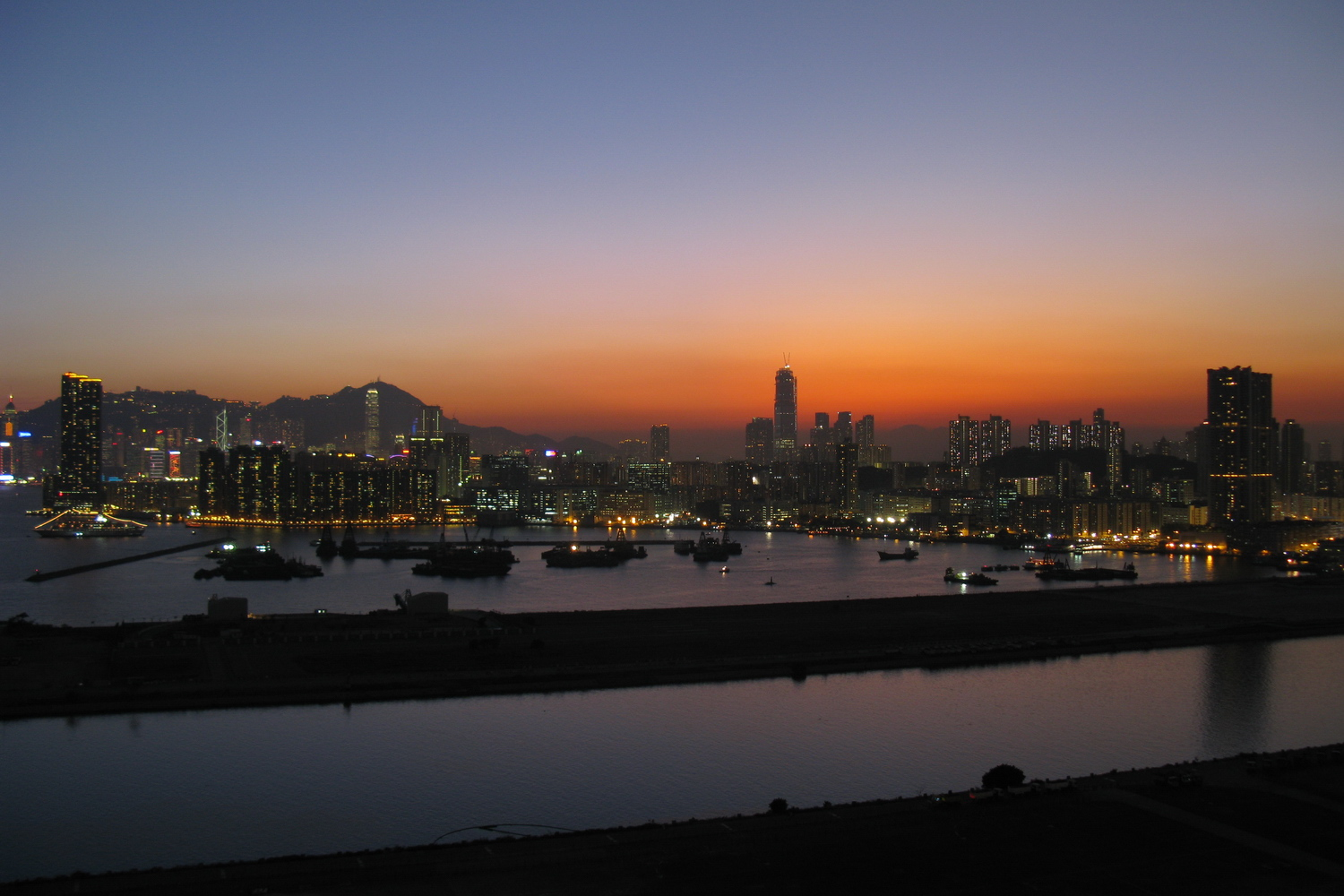
九龍城區紅磡至馬頭角一帶

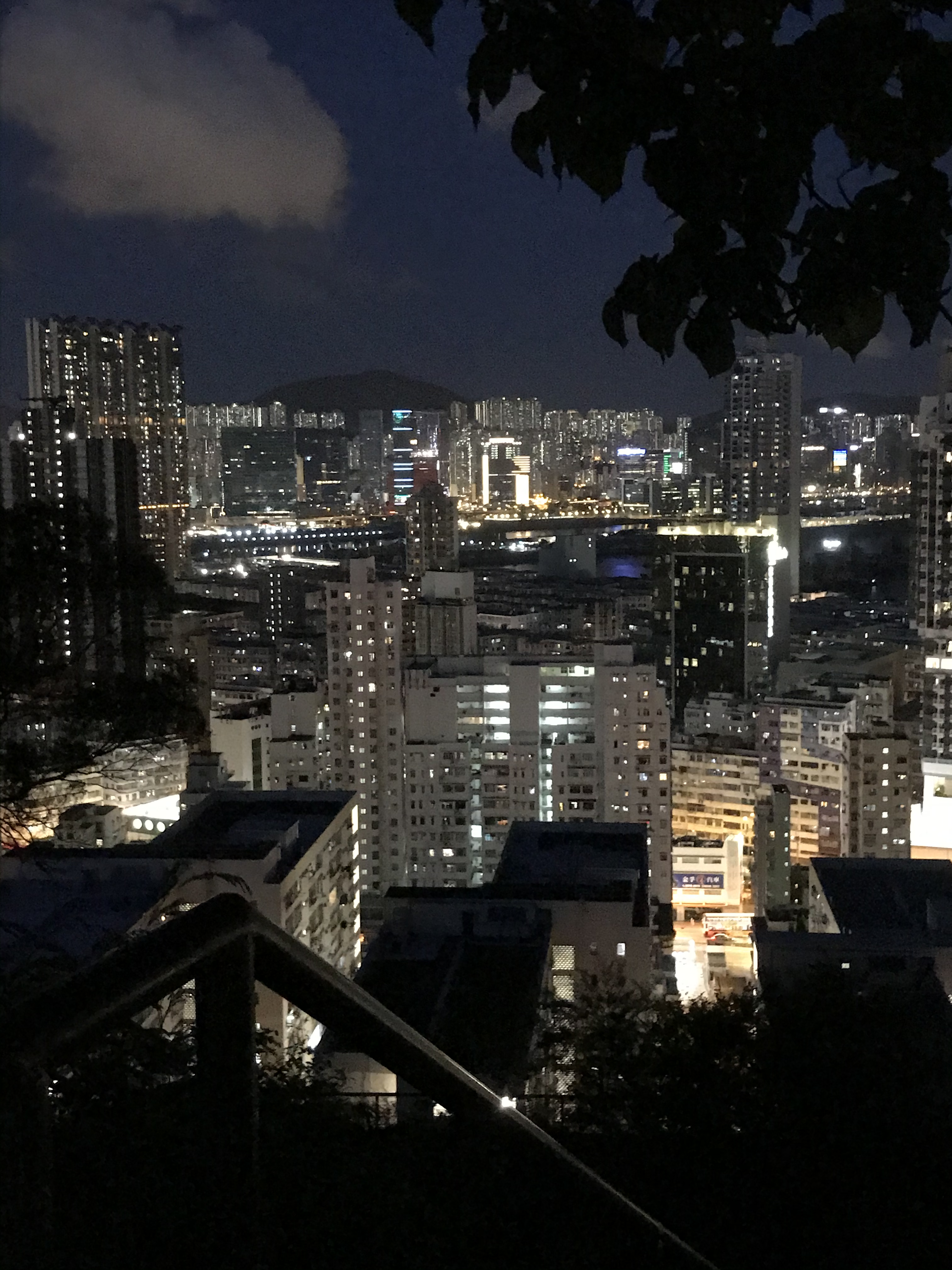
土瓜灣夜景

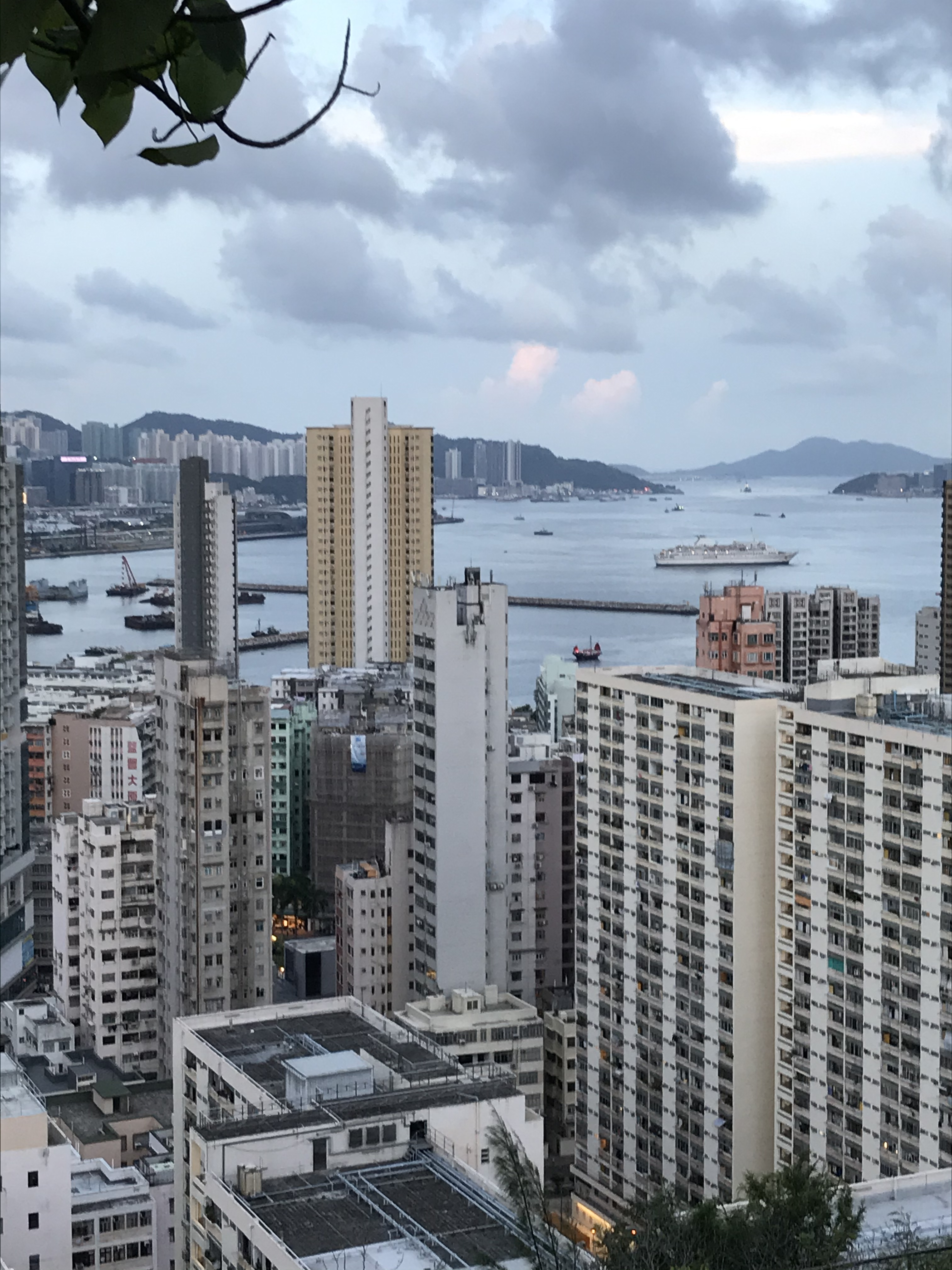

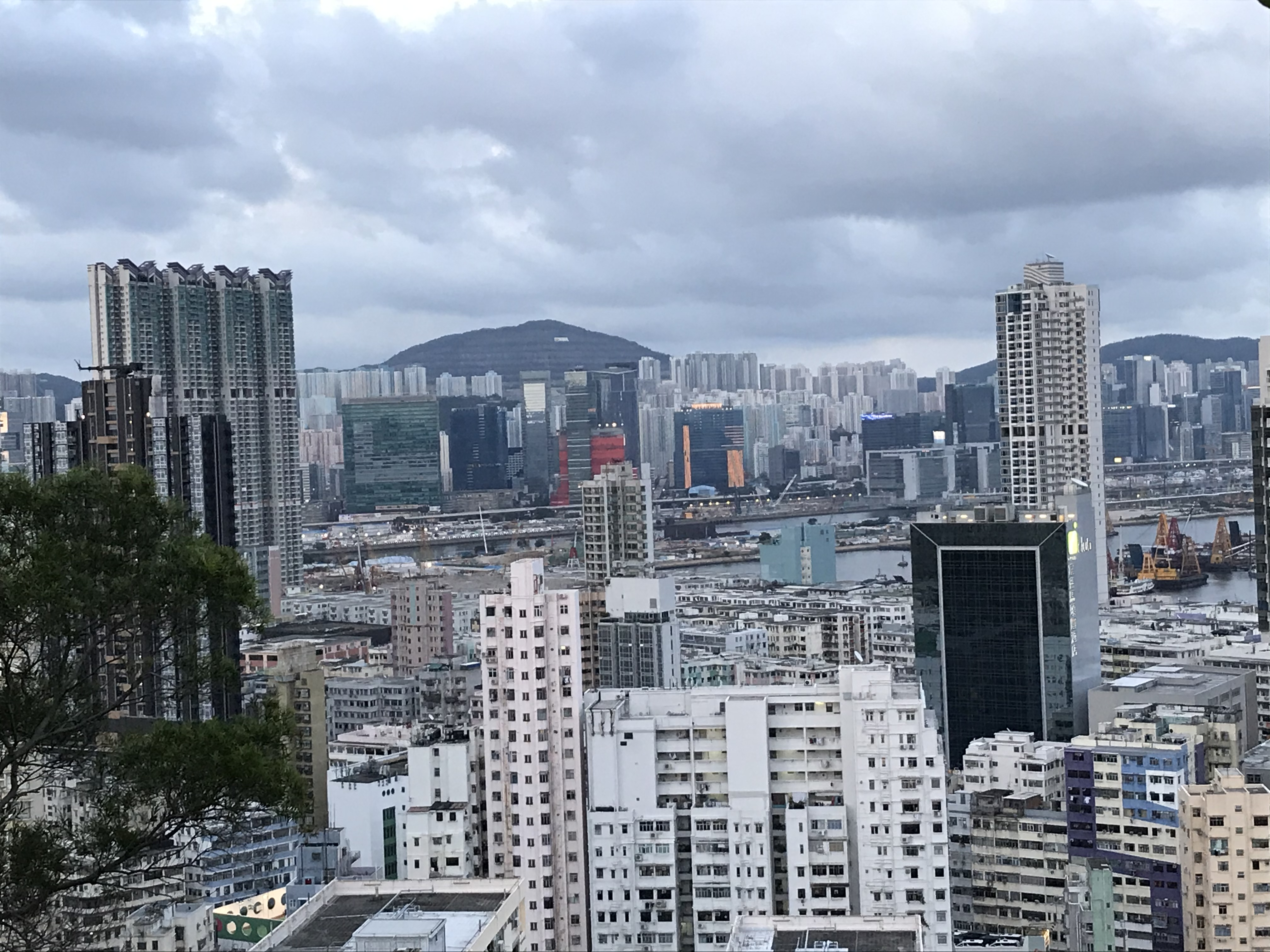

九龍城區（英語：Kowloon City District）是香港十八區之一，大致位於九龍的中部位置。九龍城區面積約1,000公頃，2016年中區內人口共418,732人。民政事務總處將九龍城區分爲五個分區，分別為紅磡、土瓜灣、龍塘（即九龍城及九龍塘）、何文田和啟德。位於九龍城區內的啟德機場曾經是香港唯一的國際機場，隨著機場於1998年搬遷到赤鱲角，政府在啟德機場舊址推出啟德發展計劃。

## 地理
九龍城區雖經多年發展而主要為平地，但仍有不少高度不多於百米的小山丘，例如十二號山（又稱紅磡山）、採石山（又稱紅燈山或水塘山）、加多利山（又稱嘉道理山）、格仔山等。北端為獅子山－筆架山南麓，亦為區內最高點。
九龍城區東面以聯合道、東頭邨道、東正道、沙浦道、太子道東與黃大仙區為界，東南面以啟福道與觀塘區為界，南向維多利亞港，西面以港鐵東鐵綫路軌與深水埗區及油尖旺區為界，北面以獅與沙田區爲界。

## 歷史

### 早期時期
根據《九龍城區風物志》描述，秦漢時九龍城區已盛產海盐，不過較可靠的歷史記載是從南宋末代皇帝趙昺開始，現有宋皇臺和上帝古廟遺址。
九龍城區在1920年代之前，基本上是一個漁農和開採石礦的社會，這與當時香港整體經濟型態相符，並無不同之處。根據1841年5月《轅門報》（即後來的《香港政府憲報》）所載，香港島與一水之隔的九龍半島上的居民可分為三大類，即漁民、農民和打石工人，此三大分類自然亦無分別，稍有不同的是香港島的城市化步伐較快，起步較早，而九龍要到1920年代之後才稍具規模。

### 英國割讓及租借
- 1860年，滿清政府把九龍半島割讓予英國，包括位於界限街以南的土瓜灣(古稱土家灣)、何文田和紅磡。
- 1898年，滿清政府把新界土地租借予英國政府，為期99年，留下九龍寨城（俗稱九龍城寨）作駐軍及補給用。
- 1899年，英國派兵進入九龍寨城，並將清朝官員趕走。九龍寨城從此日久失修，變得殘破不堪，更因寨城變成了無政府統治一樣（俗稱三不管狀態），品流變得複雜，罪案不斷。直至1987年，香港及英國政府與中國政府達成清拆砦城的協議，並於原址興建公園。
- 1910年九廣鐵路－英段（今港鐵東鐵綫）通車，便設有油麻地站，位置約在現時太平道的位置。
- 1925年，香港首個民用機場啟德機場落成啟用，位置於現時新蒲崗一帶。飛機起落時，需要把清水灣道（今彩虹道）的車輛截停。
- 1938年，「金夫人墓」原址興建了聖三一堂（現名聖三一座堂），「金夫人墓」也隨之湮沒。
- 1941年至1945年第二次世界大戰時，日本佔領香港，宋王臺石山在日軍擴建機場時，幾乎完全炸毀。後來香港政府修葺機場，就切割作碑，安放於原地附近，並設立宋王臺公園以供市民憑弔。
- 1958年9月，政府完成於九龍灣的填海工程，把啟德機場南移，在原有位置興建了新蒲崗工業區及太子道東。
- 1975年11月30日，九廣鐵路－英段縮短至紅磡，設九龍車站（今紅磡站）。
- 1979年10月1日，地鐵（今港鐵）觀塘綫啟用，於九龍塘設九龍塘站，並與九廣東鐵（今港鐵東鐵綫）連接。
- 1987年，九龍寨城居民開始調遣，香港及英國政府與中國政府達成清拆寨城的協議，並於原址興建公園，成為九龍寨城公園。
- 1993年，港府正式清拆九龍寨城。

### 特區時期

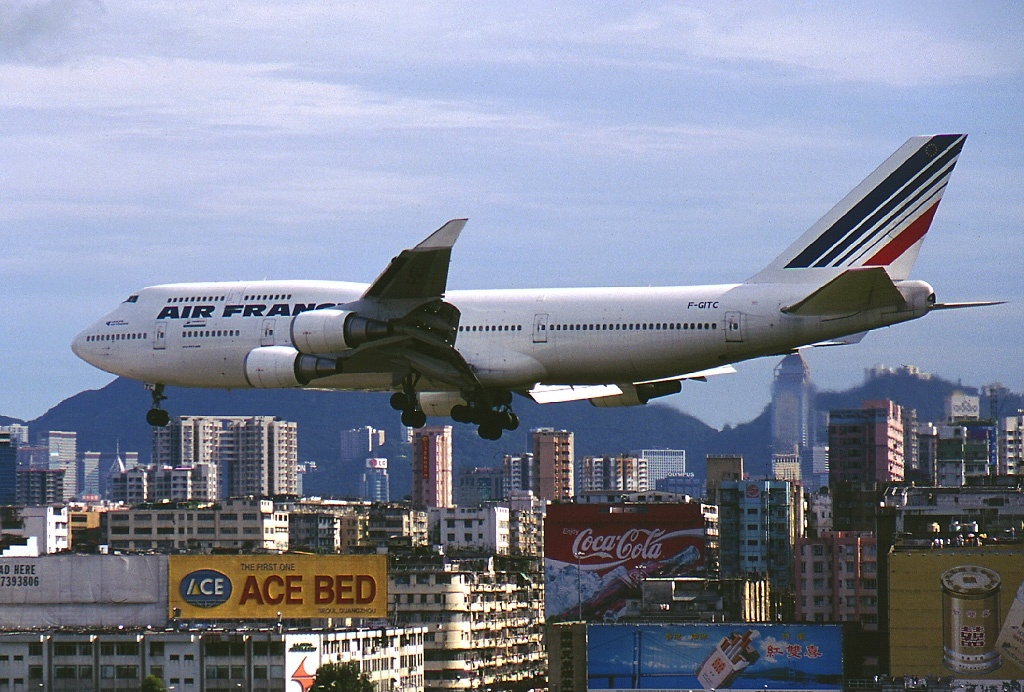
1998年一架準備降落在啟德機場的客機正低空掠過九龍城上空

- 1998年，赤鱲角香港國際機場啟用，啟德機場關閉。因啟德發展區一直充滿爭議，舊啟德機場的土地從1998年至2007年間空置，區內樓宇高度限制放寬。
- 2007年11月，啟德發展計劃重新啓動。
- 2020年2月14日，港鐵屯馬綫一期開通。
- 2021年6月27日，港鐵屯馬綫全綫通車。

## 民政事務專員
現任九龍城區民政事務專員為蔣志豪先生，於2025年1月25日接替蔡敏君出任該區專員。

### 歷任九龍城政務專員及民政事務專員
- 栢志高 先生（任期：不詳-1991年5月）[4]
- 葉采芊 先生（任期：1991年5月20日-1997年4月24日）
- 陳貴春 先生（任期：1997年4月25日-2000年10月31日）
- 鍾沛康 先生（任期：2000年11月1日-2002年7月18日）
- 楊潤雄 先生（任期：2002年7月19日-2005年7月31日）
- 王天予 女士（任期：2005年8月1日-2008年5月25日）
- 蘇婉玲 女士（任期：2008年5月26日-2012年3月31日）
- 徐耀良 先生（任期：2012年4月2日-2016年5月29日）
- 郭偉勳 先生（任期：2016年5月30日-2020年7月12日）
- 蔡敏君 女士（任期：2020年7月13日至2025年1月24日）
- 蔣志豪 先生（任期：2025年1月25日至今）

## 區議會
九龍城區議會是香港十八個區議會之一，負責協助處理九龍城區的地區事務。現屆區議會共有20名議員，分別為4名民選議員、8名地區委員會界別議員及8名委任議員。

## 統計資料
根據2021年的人口普查資料，九龍城區的人口資料如下：
| 人口特徵 - 人口： 410,634 人 - 15歲以下： 12.3% - 15至24歲： 7.6% - 25至44歲： 29.5% - 45歲至64歲： 30.6% - 65歲及以上： 20.0% - 年齡中位數： 45.4 歲 - 十五歲及以上從未結婚人口比例 - 男性： 29.1% - 女性： 26.8% 教育 - 15歲及以上人口具專上教育程度比例： 40.6% 勞動人口特徵 - 勞動人口： 217,531 人 - 勞動人口參與率 - 男性： 65.4% - 女性： 56.6% - 合計： 60.4% - 每月主要職業收入中位數（不包括外籍家庭傭工）： 20,000 港元 | 住戶特徵 - 家庭住戶數目： 147,023 戶 - 家庭住戶平均人數： 2.7 人 - 家庭住戶每月收入中位數： 30,010 港元 房屋特徵 - 有家庭住戶居住的屋宇單位數目： 146,875 個 - 每個屋宇單位的平均家庭住戶數目： 1.001 戶 - 自置居所住戶在家庭住戶總數目中所佔的比例： 47.4% - 家庭住戶每月按揭供款及借貸還款中位數： 15,000 港元 - 按揭供款及借貸還款與收入比率中位數： 22.5% - 家庭住戶每月租金中位數： 4,000 港元 - 租金與收入比率中位數： 21.8% - 居所樓面面積中位數： 40 平方米 |

## 社區環境

### 私人住宅

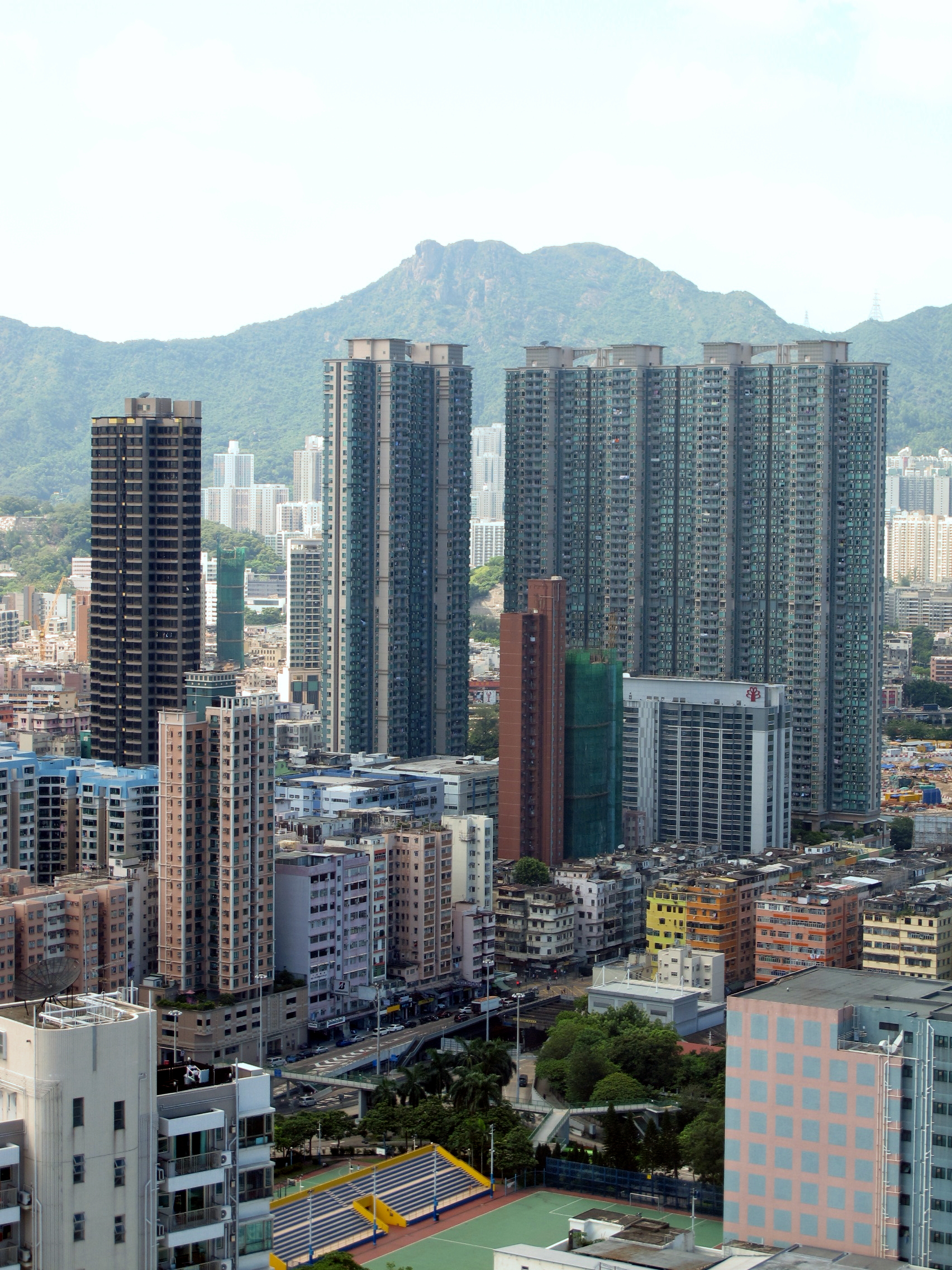
土瓜灣的私人住宅多元化，由舊式唐樓以至近年新建的屏風樓及「牙籤樓」都可找到

區內建築以住宅樓宇為主，由馬頭角十三街樓齡超過半世紀的老舊唐樓到加多利山和九龍塘一帶的獨立屋豪宅都可在本區找到。另外何文田和紅磡灣則是區內的新發展高層豪宅區。九龍城、九龍塘、馬頭圍、馬頭角一帶昔日因位處啟德機場法定的機場障礙物高度管制範圍內，區內儘管是1980年代或1990年代興建的建築物也受到高度限制影響，最高的樓宇甚少超過16層，在市區而言，區內的大廈平均高度明顯較其他市區區域低矮。然而隨着啟德機場在1998年停止運作和之後的市區重建，紅磡、土瓜灣及九龍城一帶亦陸續興建了不少高於16層的單棟式住宅，但當中不少被批評為「牙籤樓」（即樓宇地盤面積細小但建築高度不乎比例地高，狀如牙籤而得名）。
不過區內個別大廈受陳年地契所限，無法重建為高樓。在香港終審法院「裕昌（亞洲）有限公司對地政總署署長」一案中，終審法院裁定地契中「房屋(House)」，重建時不能超過「一所房屋」，因此禁止裕昌在九龍城南角道相連的五個地段興建一座26層高建築物。受案件影響所及，區內南角道、聯合道、福佬村道多幢大廈也受同樣地契條款限制發展規模，除非向香港政府補地價以解除有關限制。

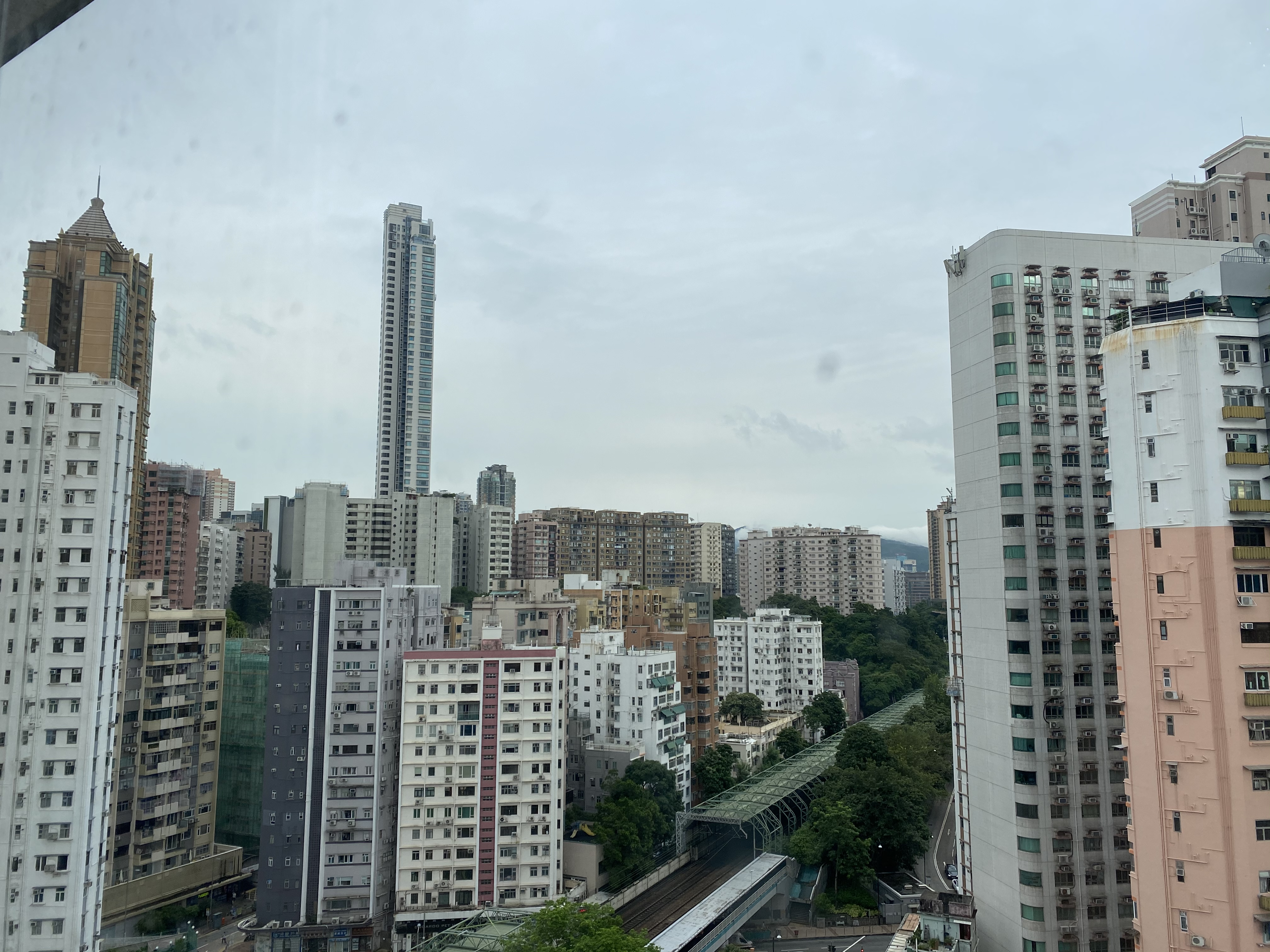
太平道一帶私人住宅
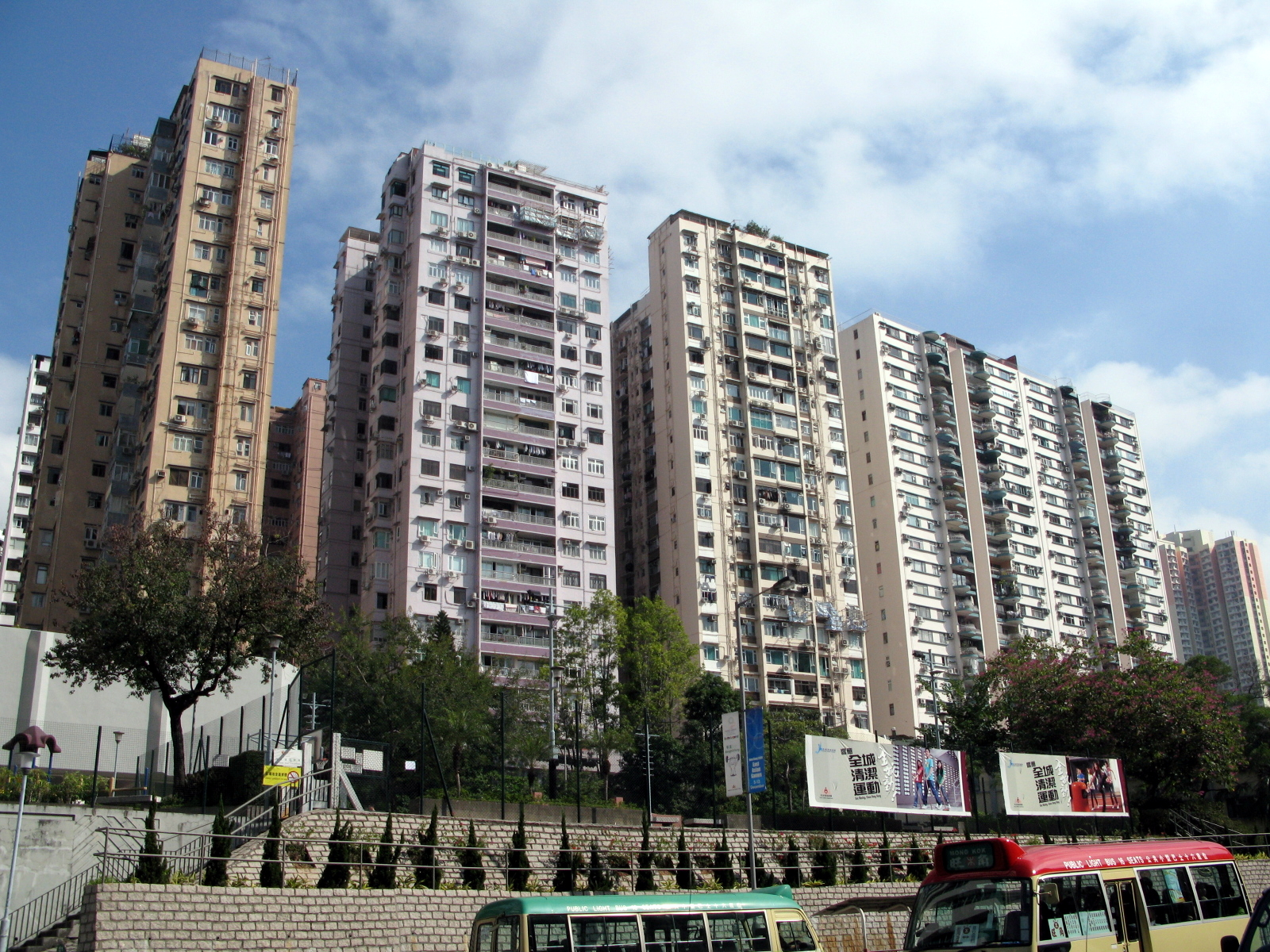
窩打老道山老牌住宅
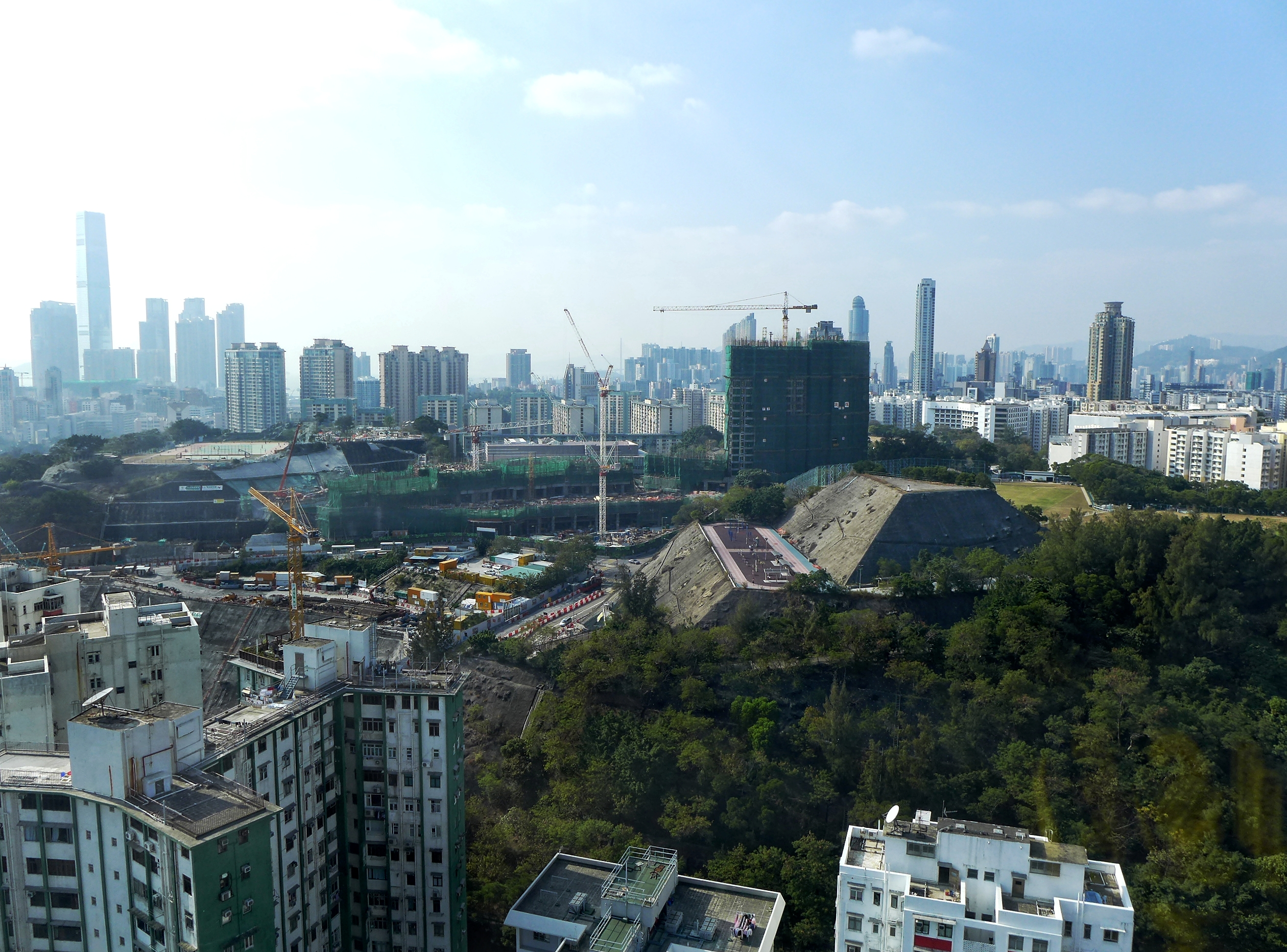
何文田站新地項目，遠處在建建築物為天鑄
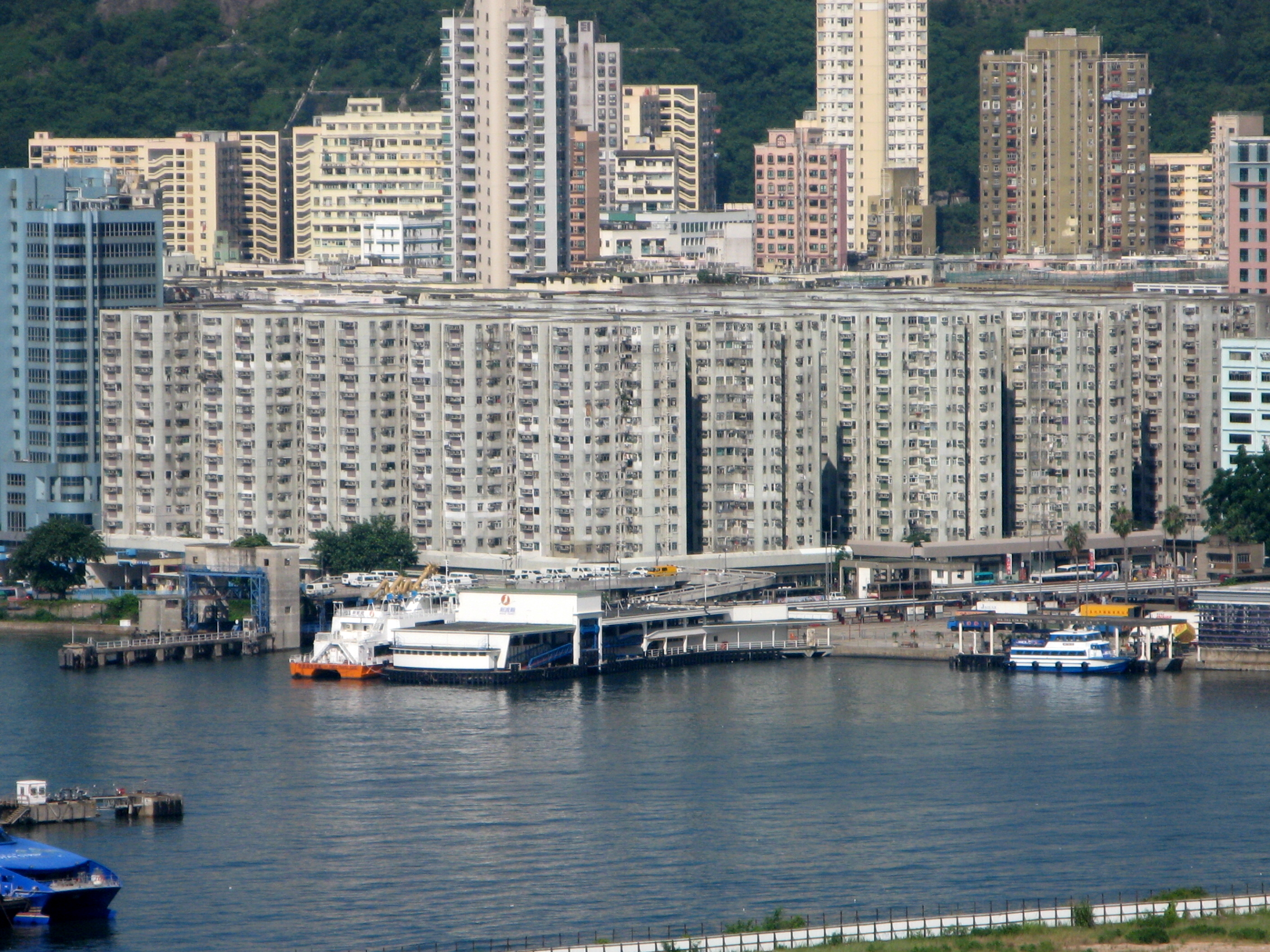
偉恆昌新邨
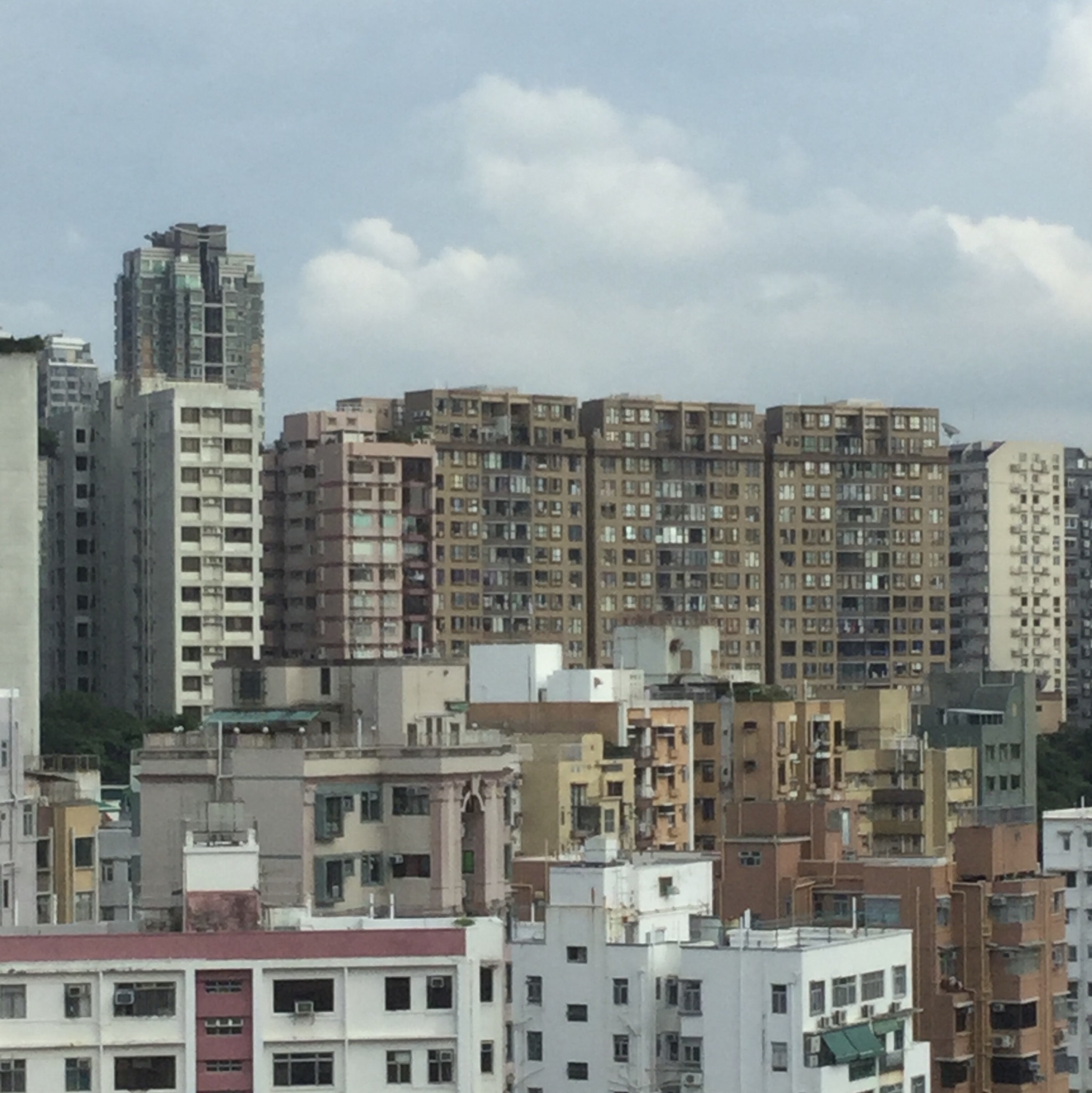
君逸山
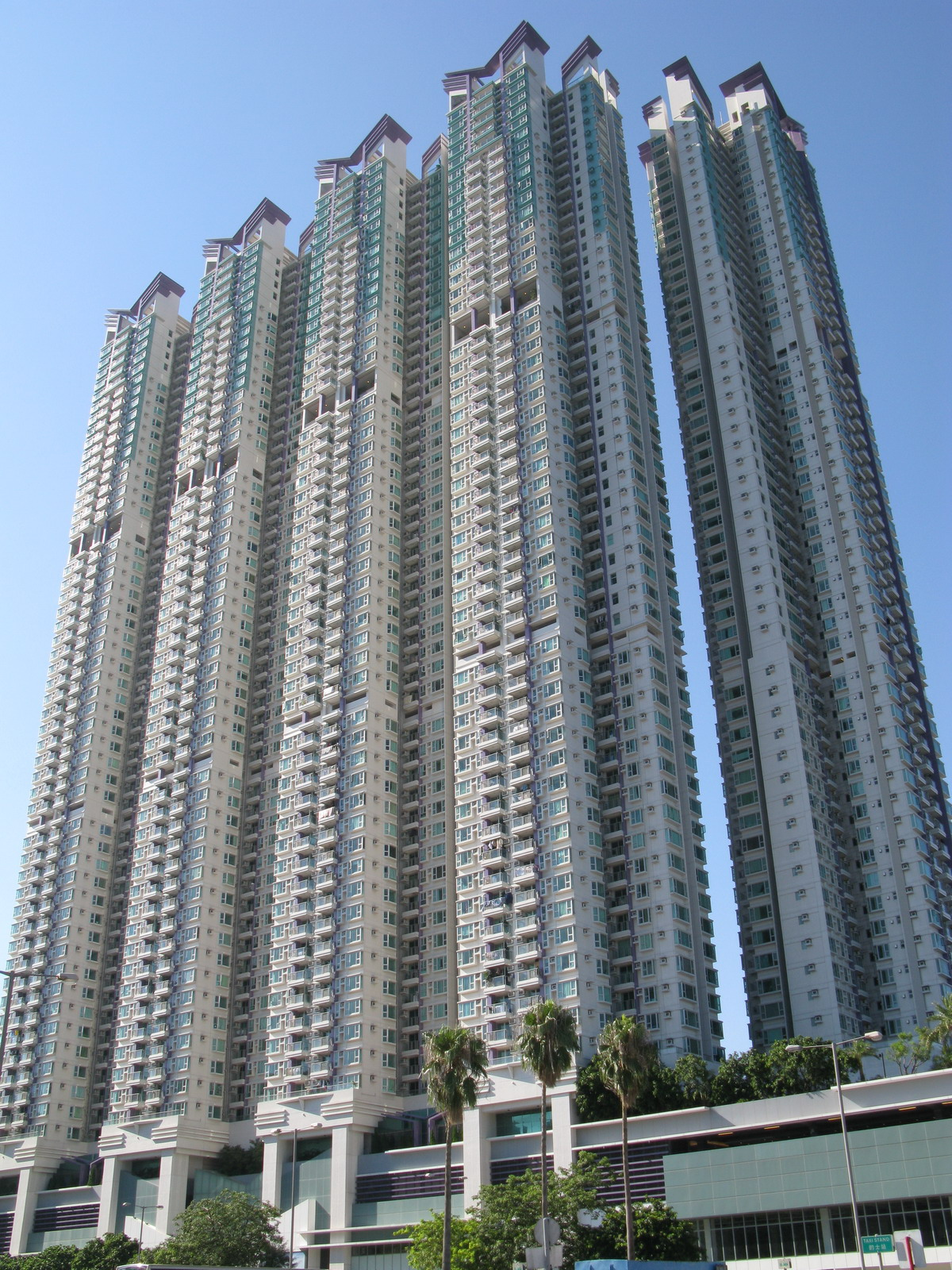
翔龍灣
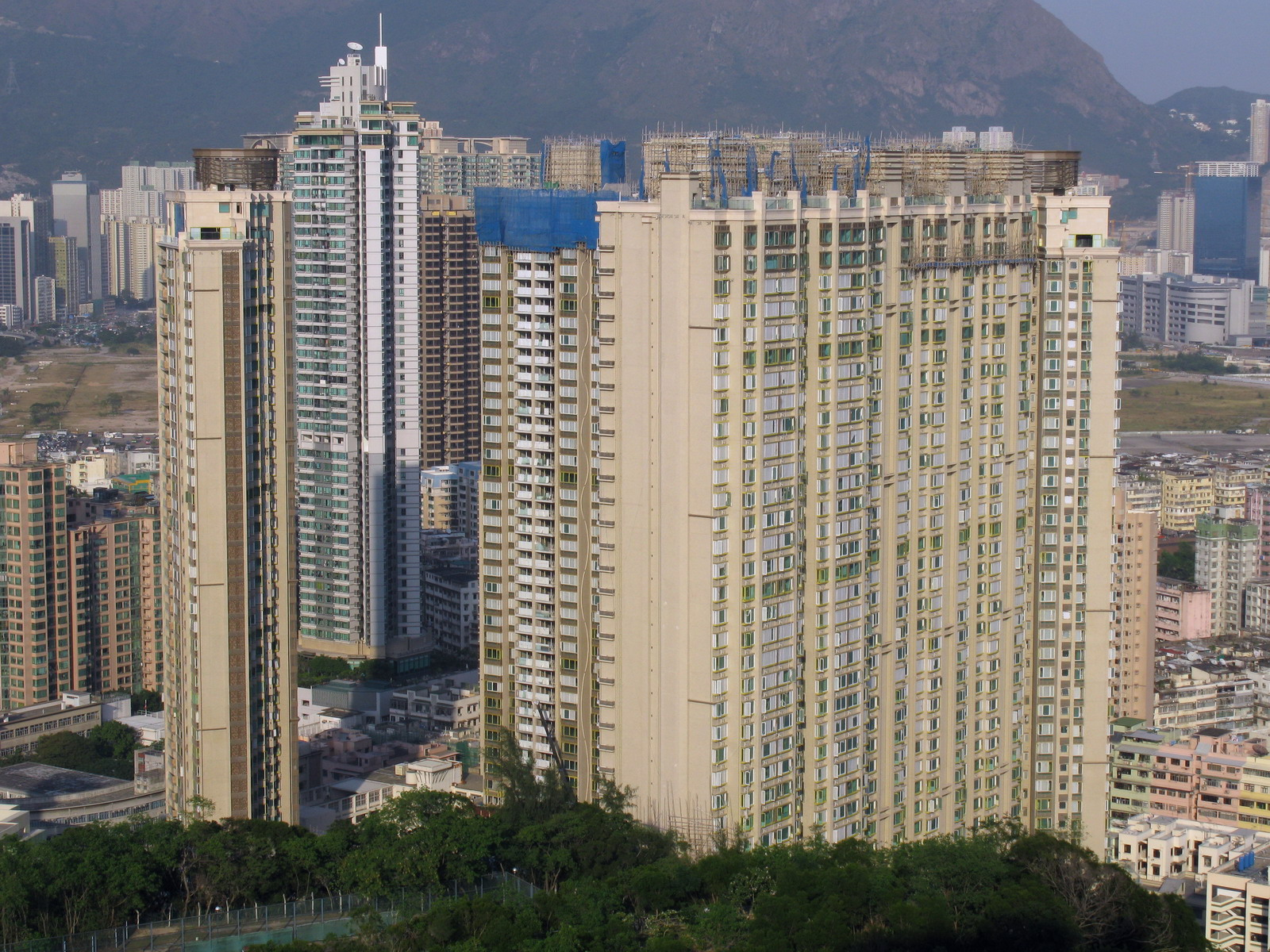
半山壹號
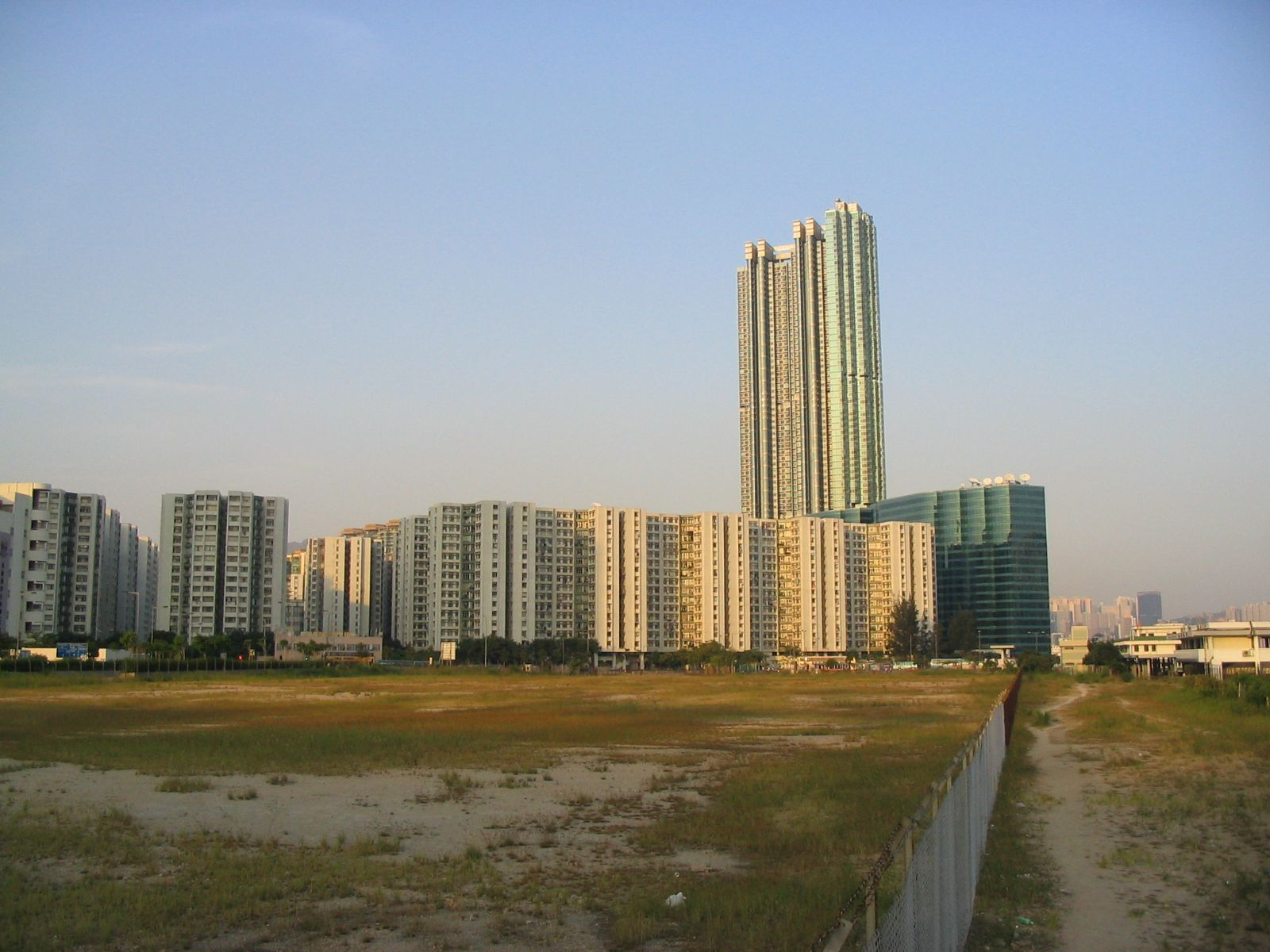
黃埔花園
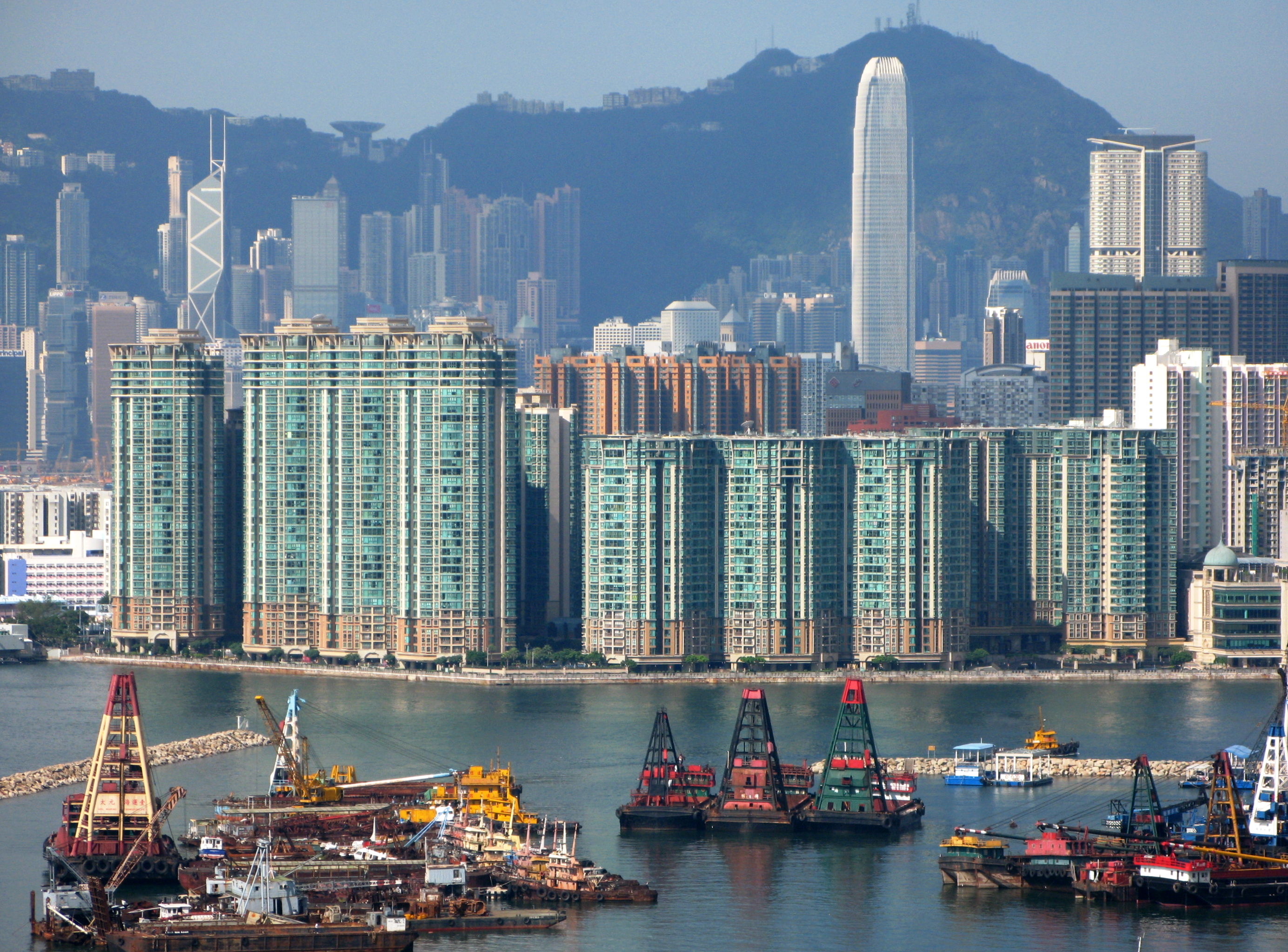
海逸豪園
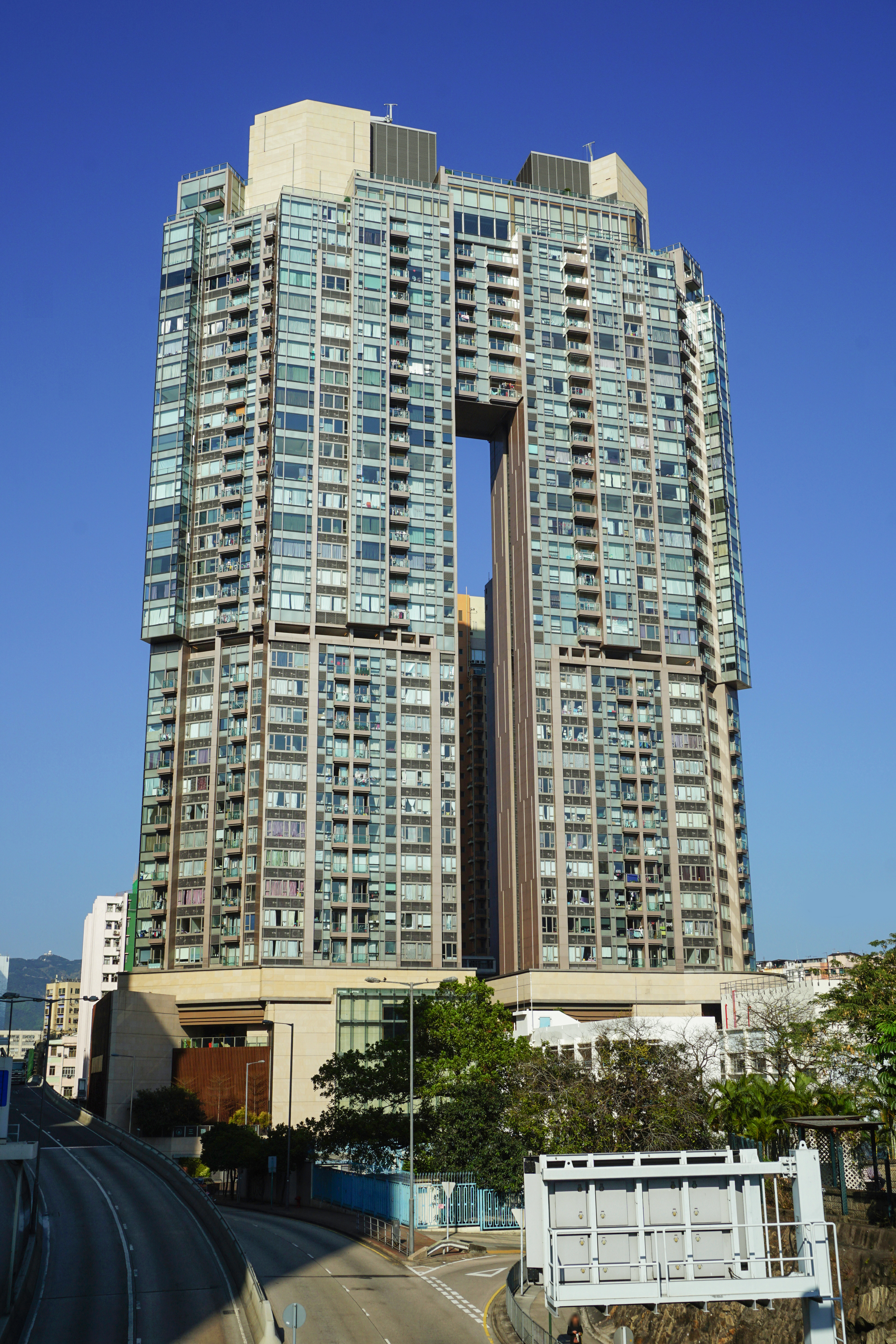
昇御門
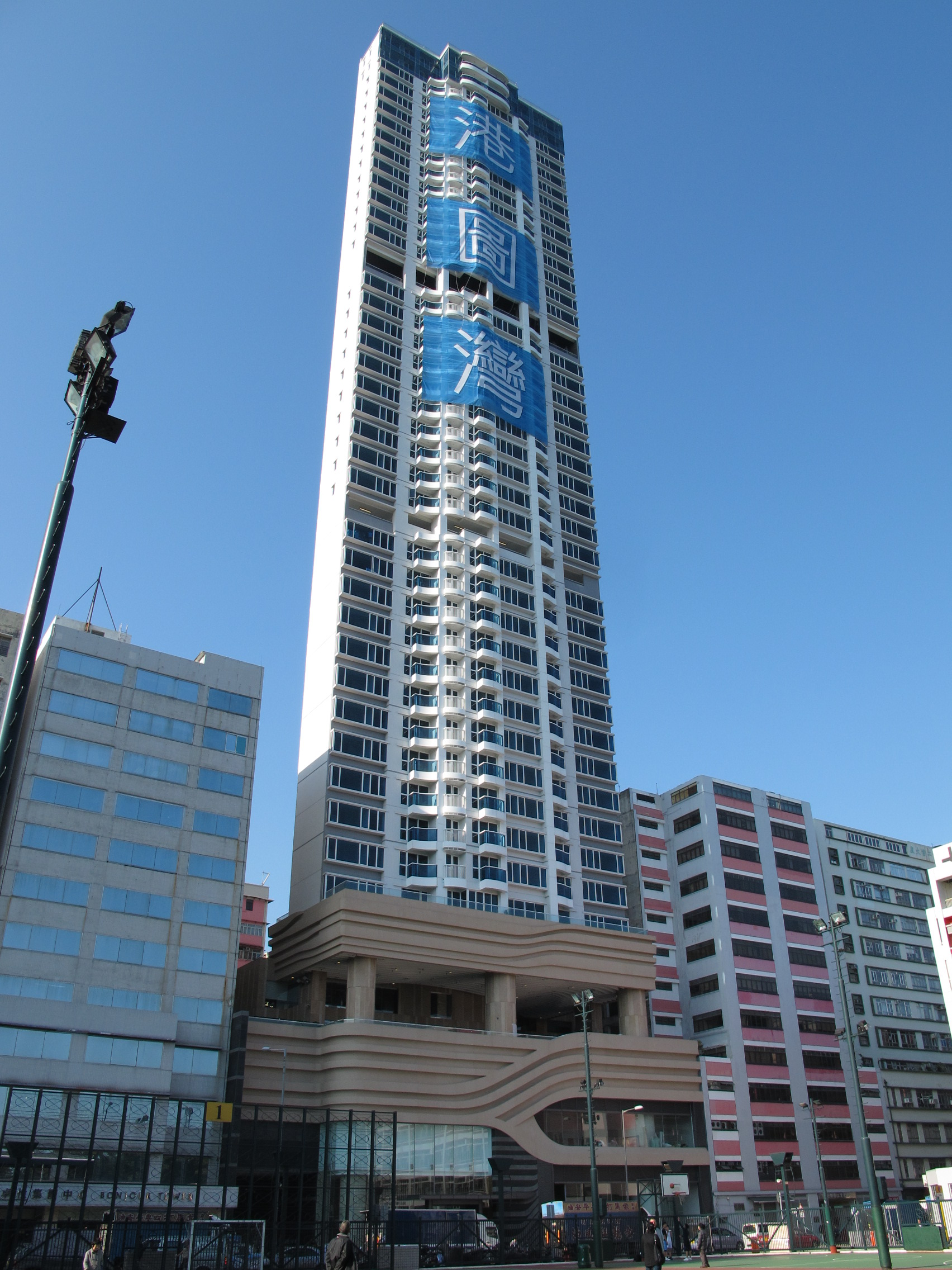
港圖灣

### 公共屋邨
連同居屋屋苑在內，區內的公營房屋主要集中於何文田一帶。

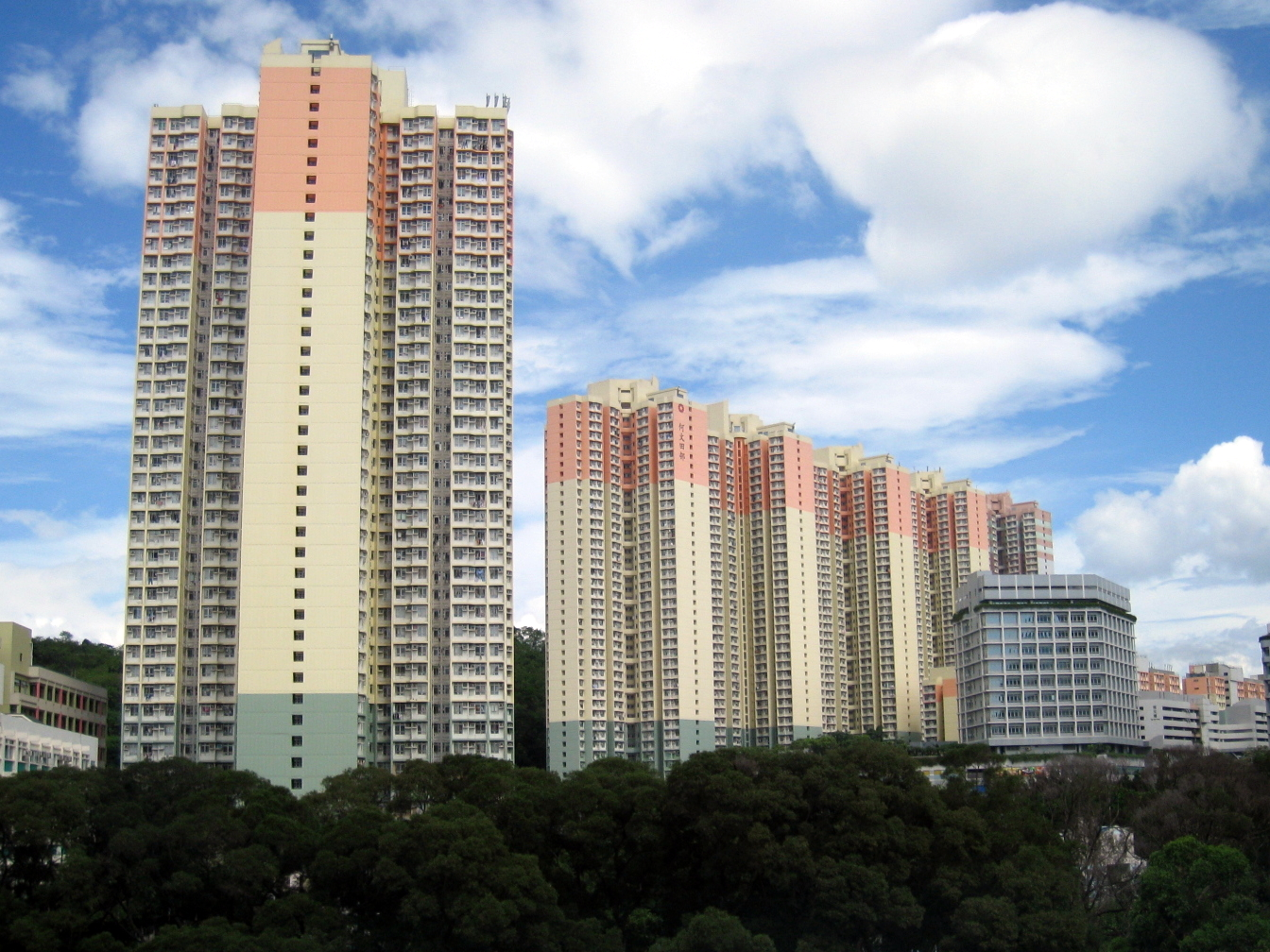
何文田邨
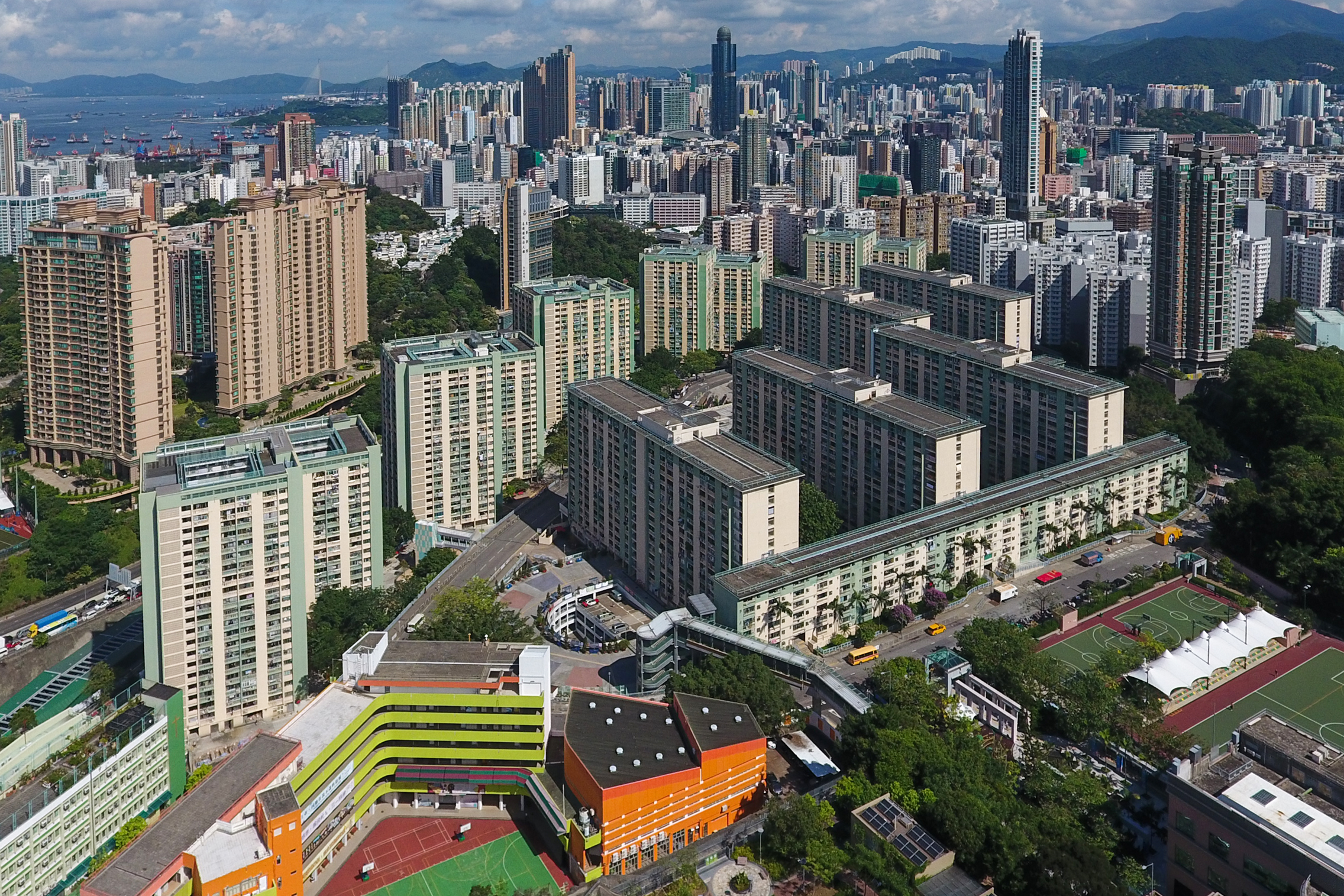
愛民邨
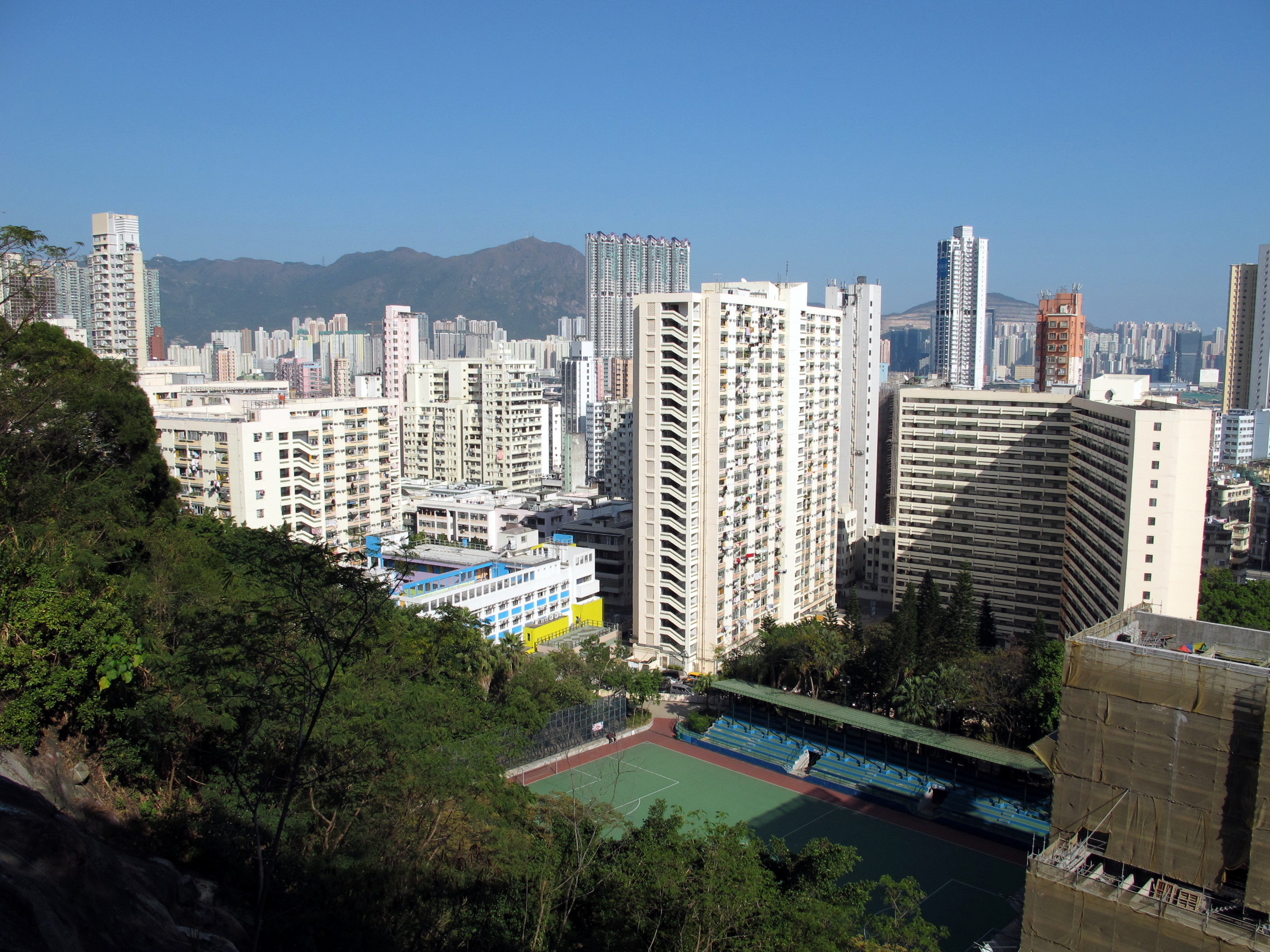
樂民新村
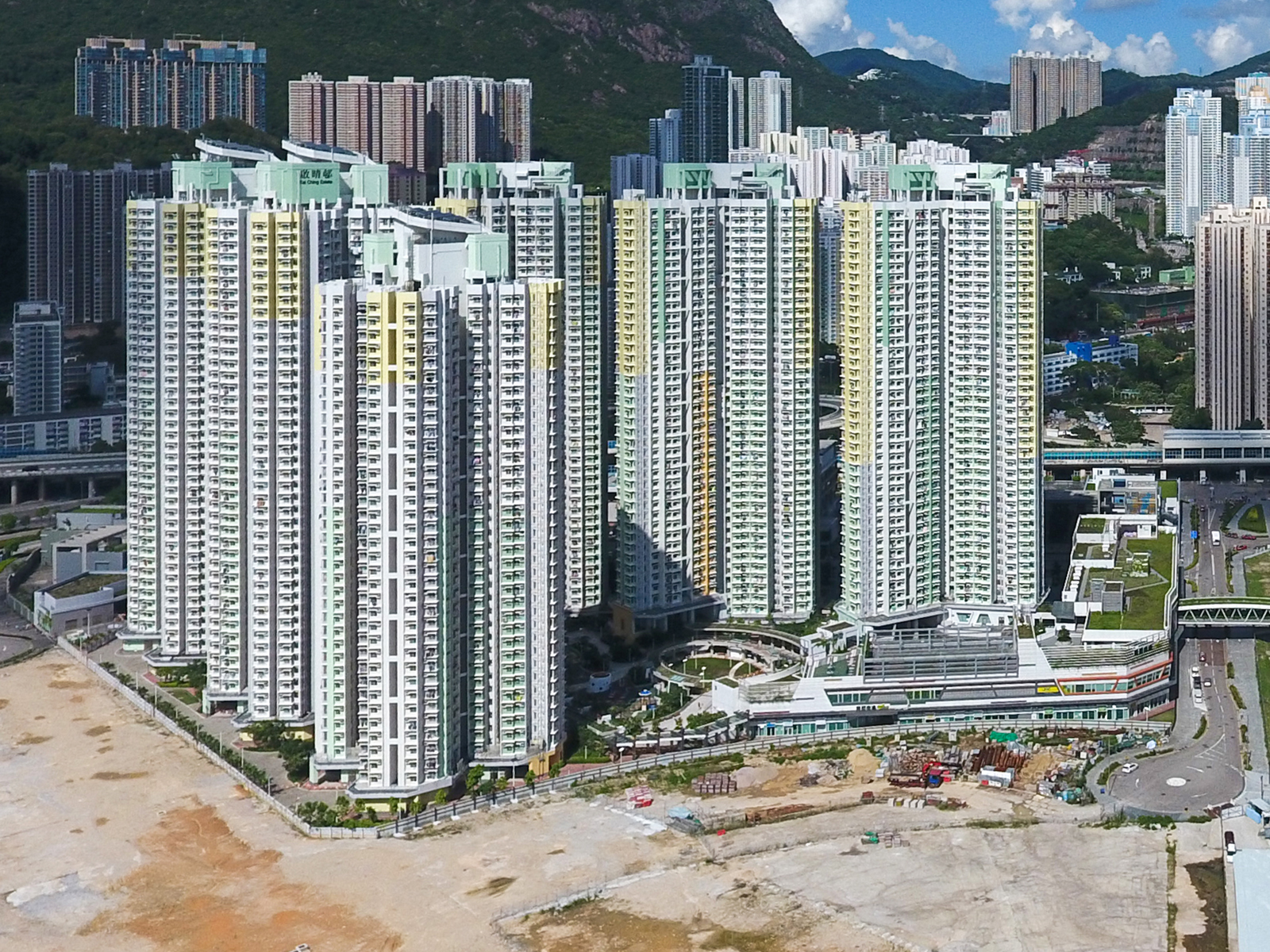
啟晴邨
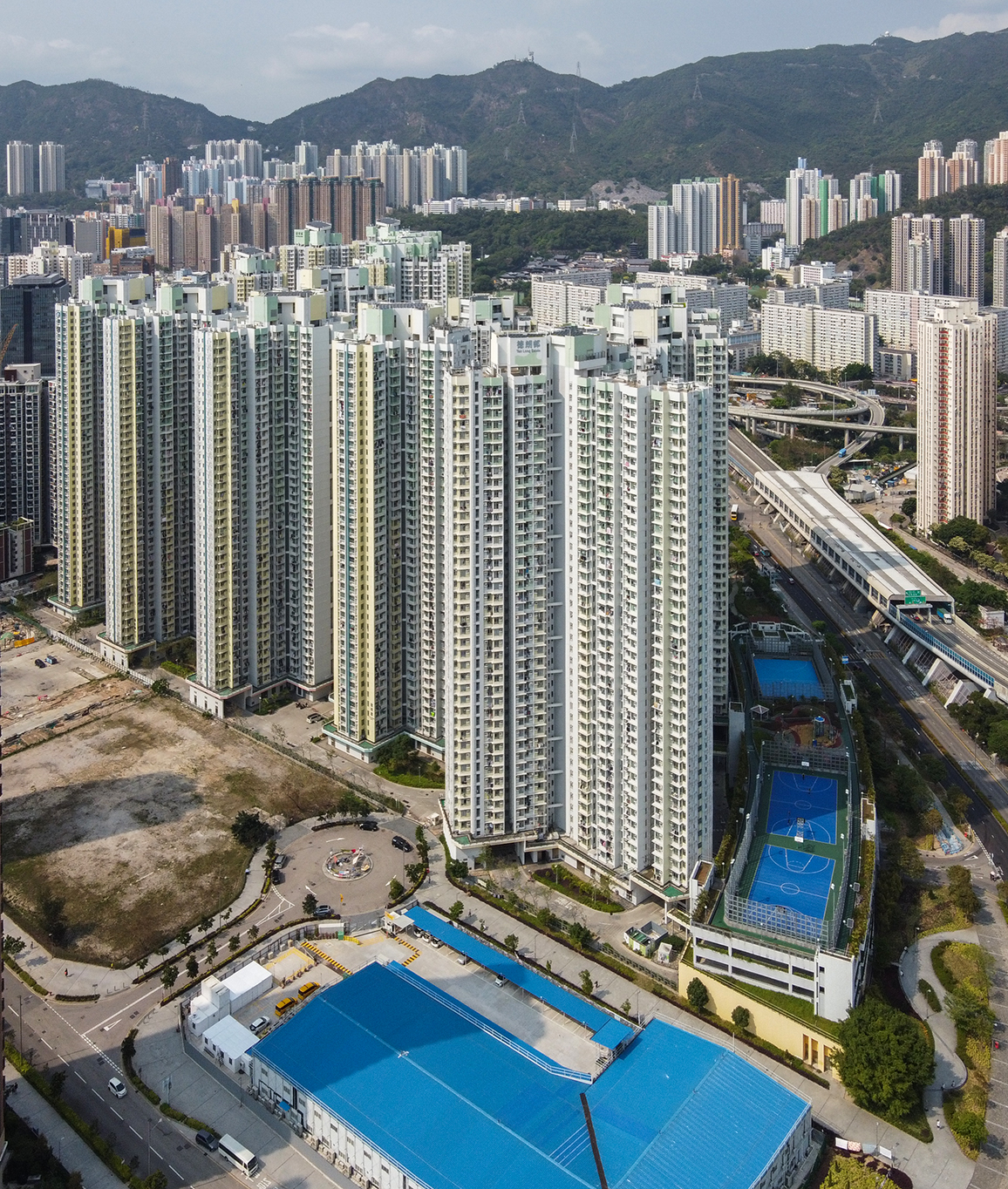
德朗邨
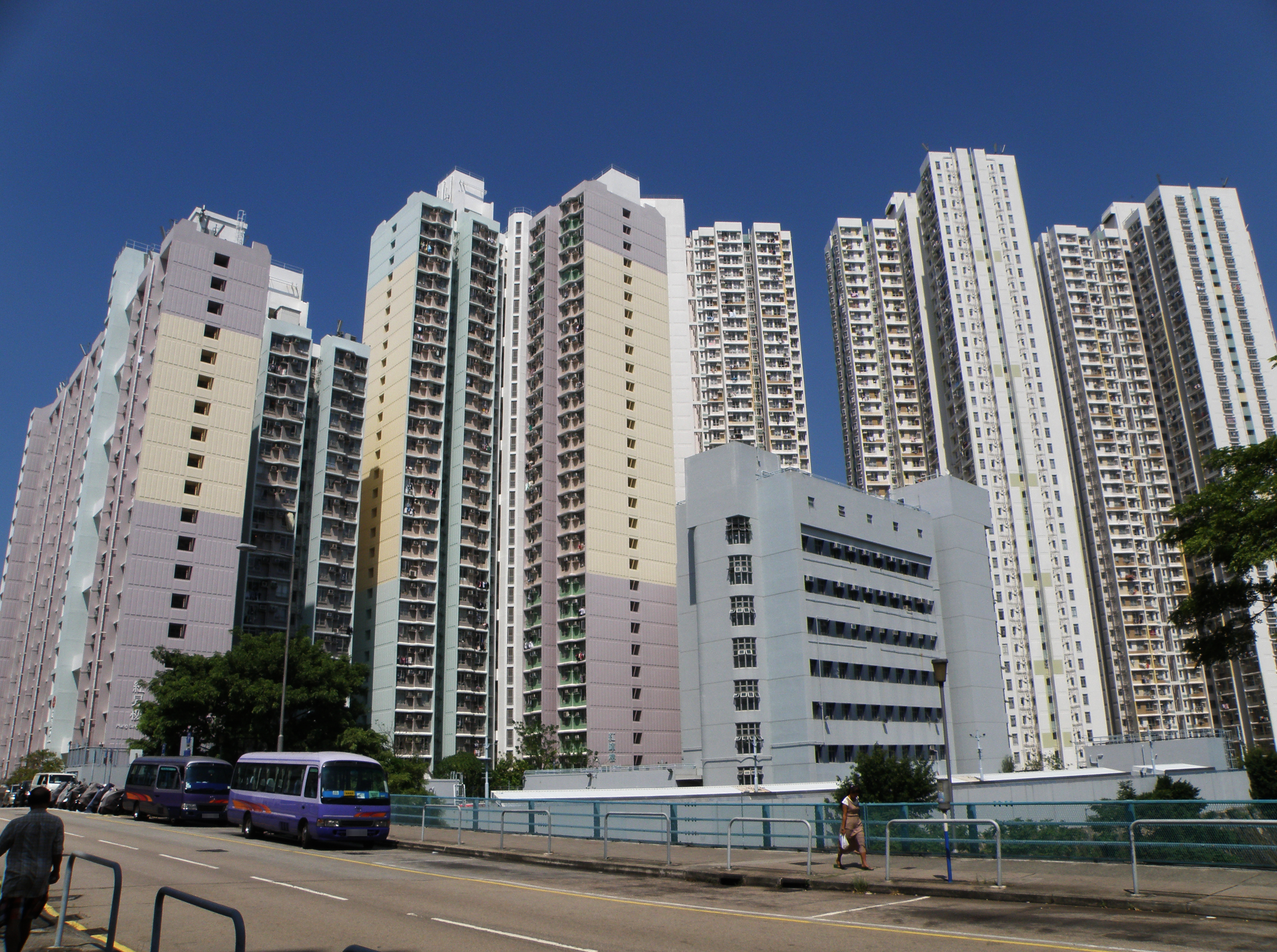
紅磡邨

### 大型商場

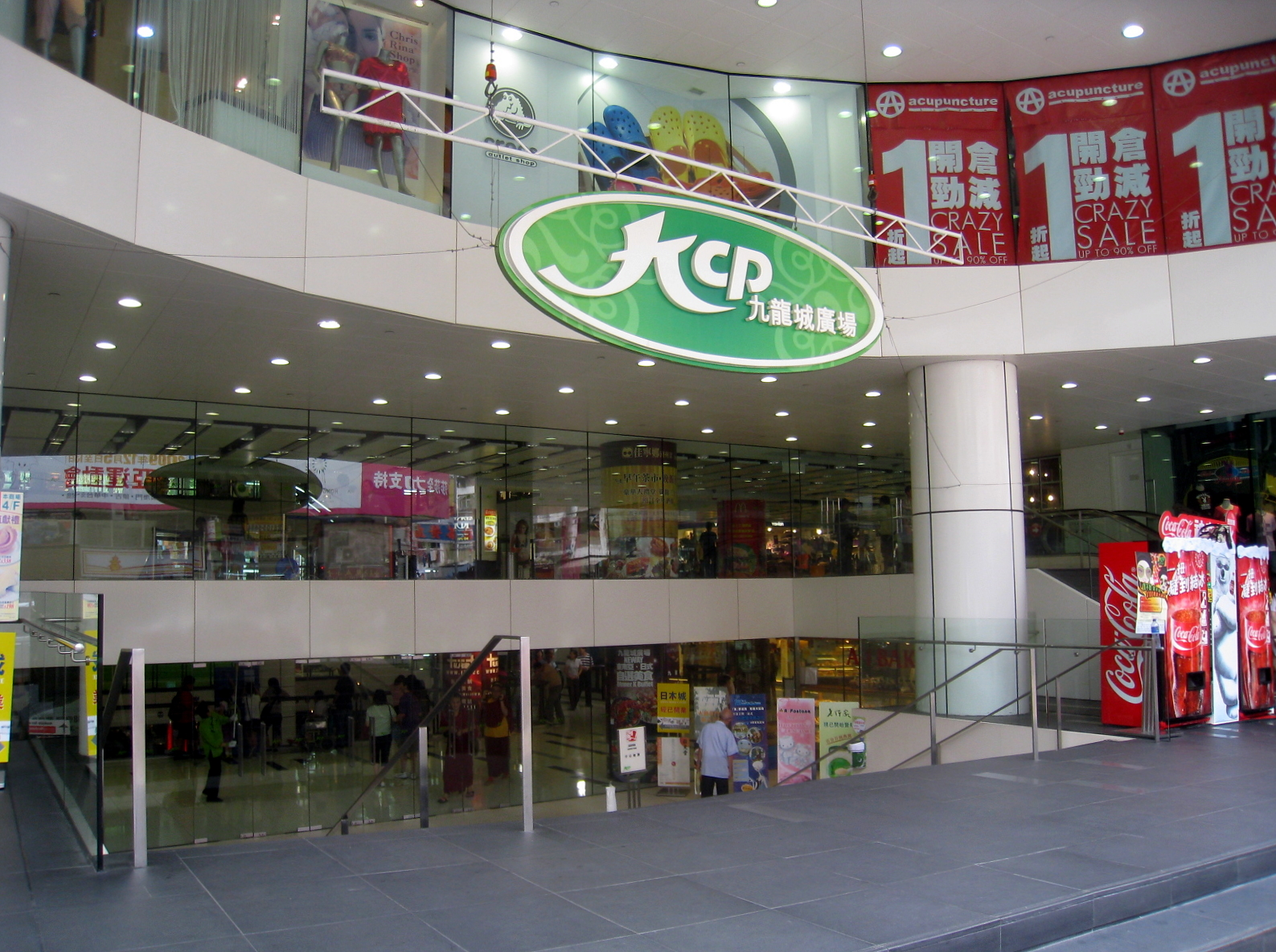
九龍城廣場
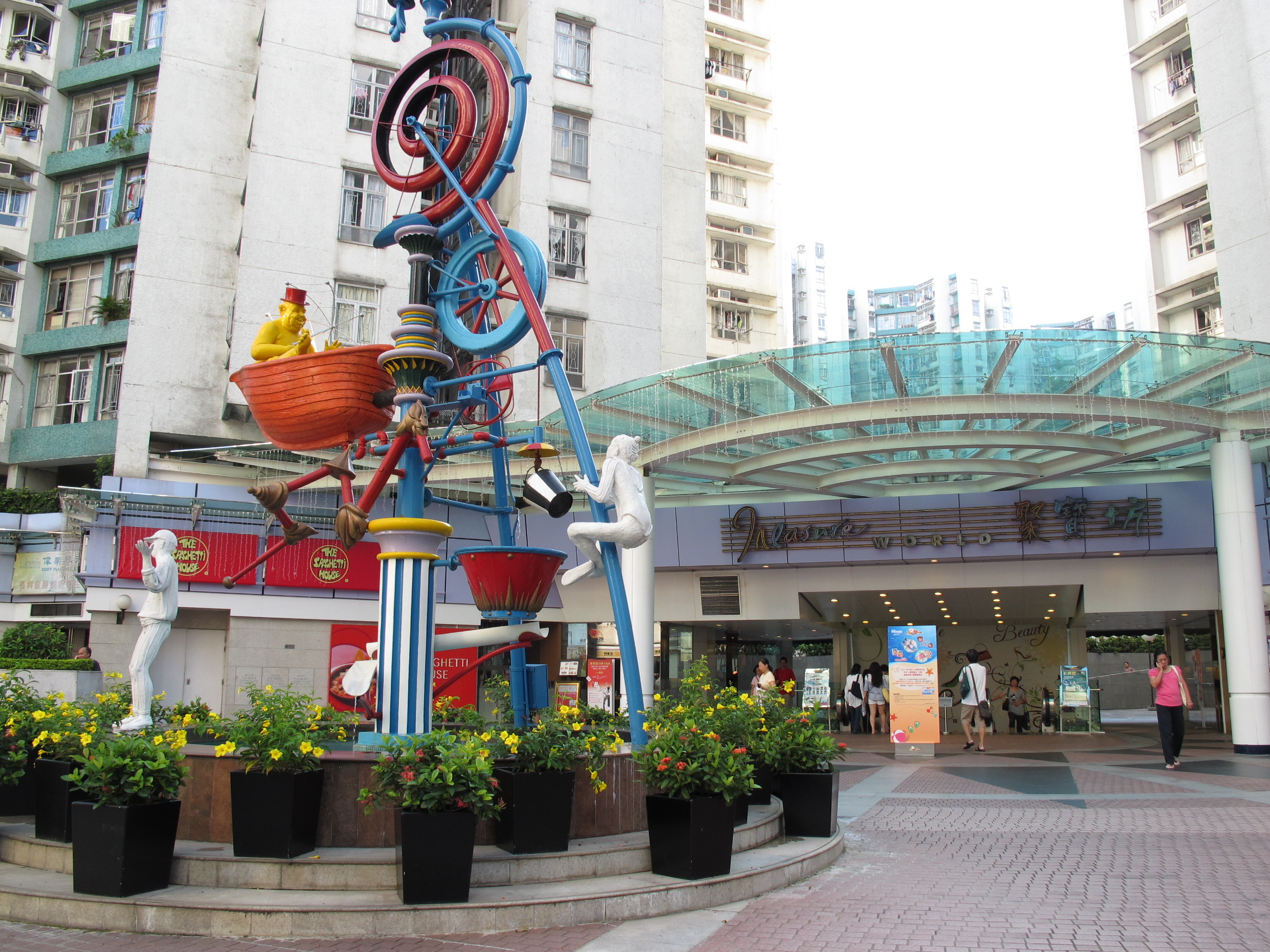
黃埔新天地
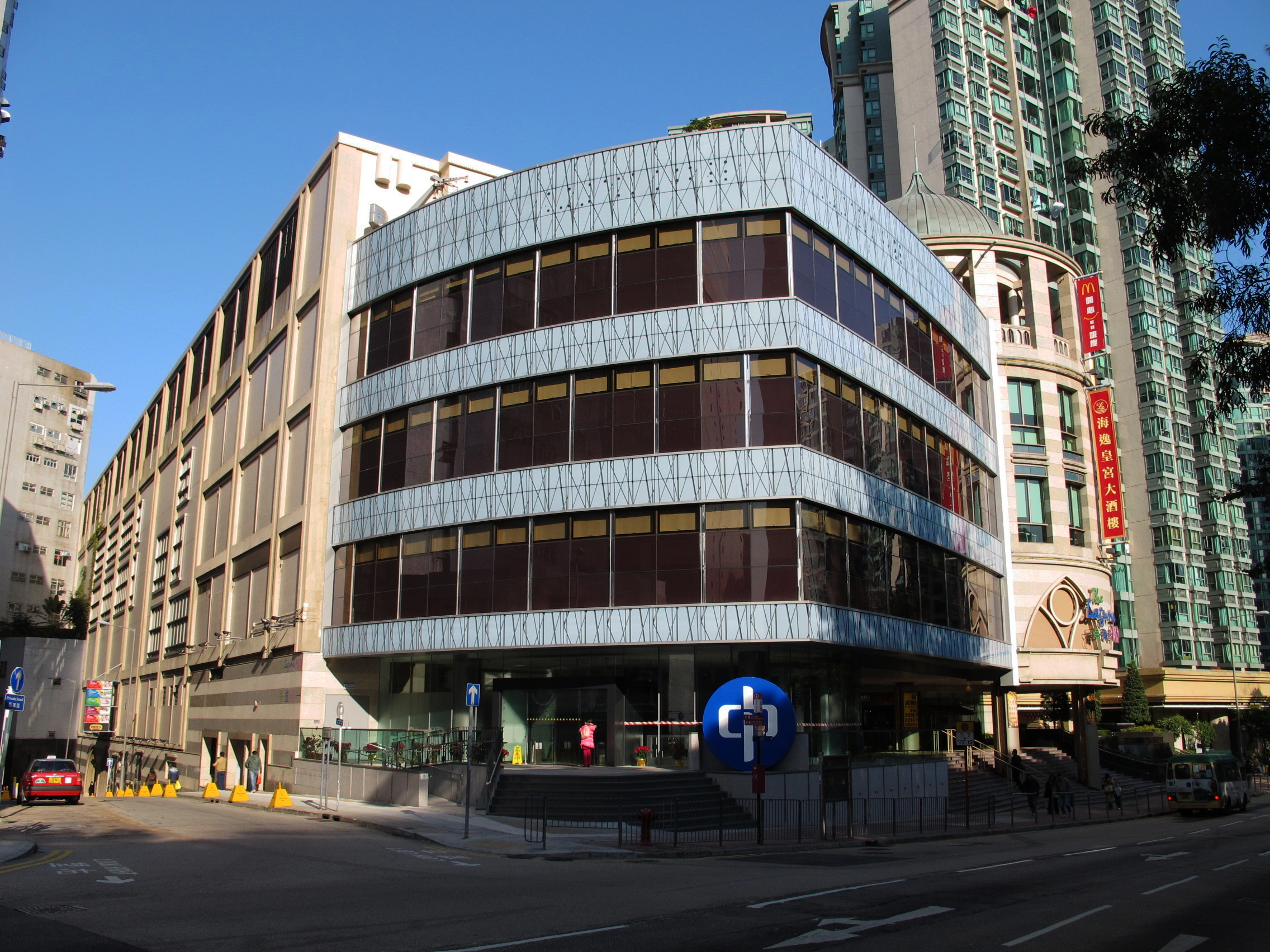
海逸坊
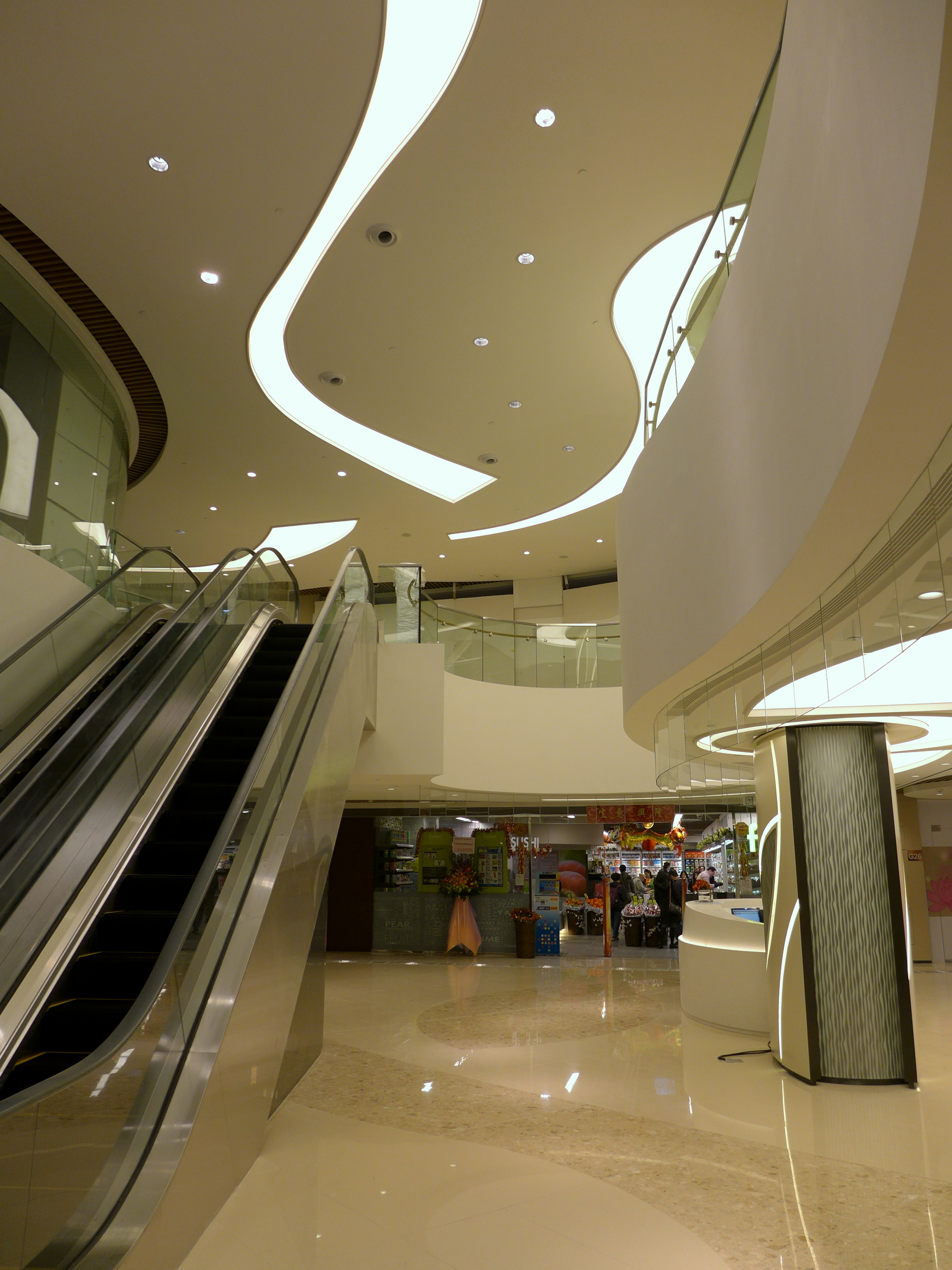
昇御商場
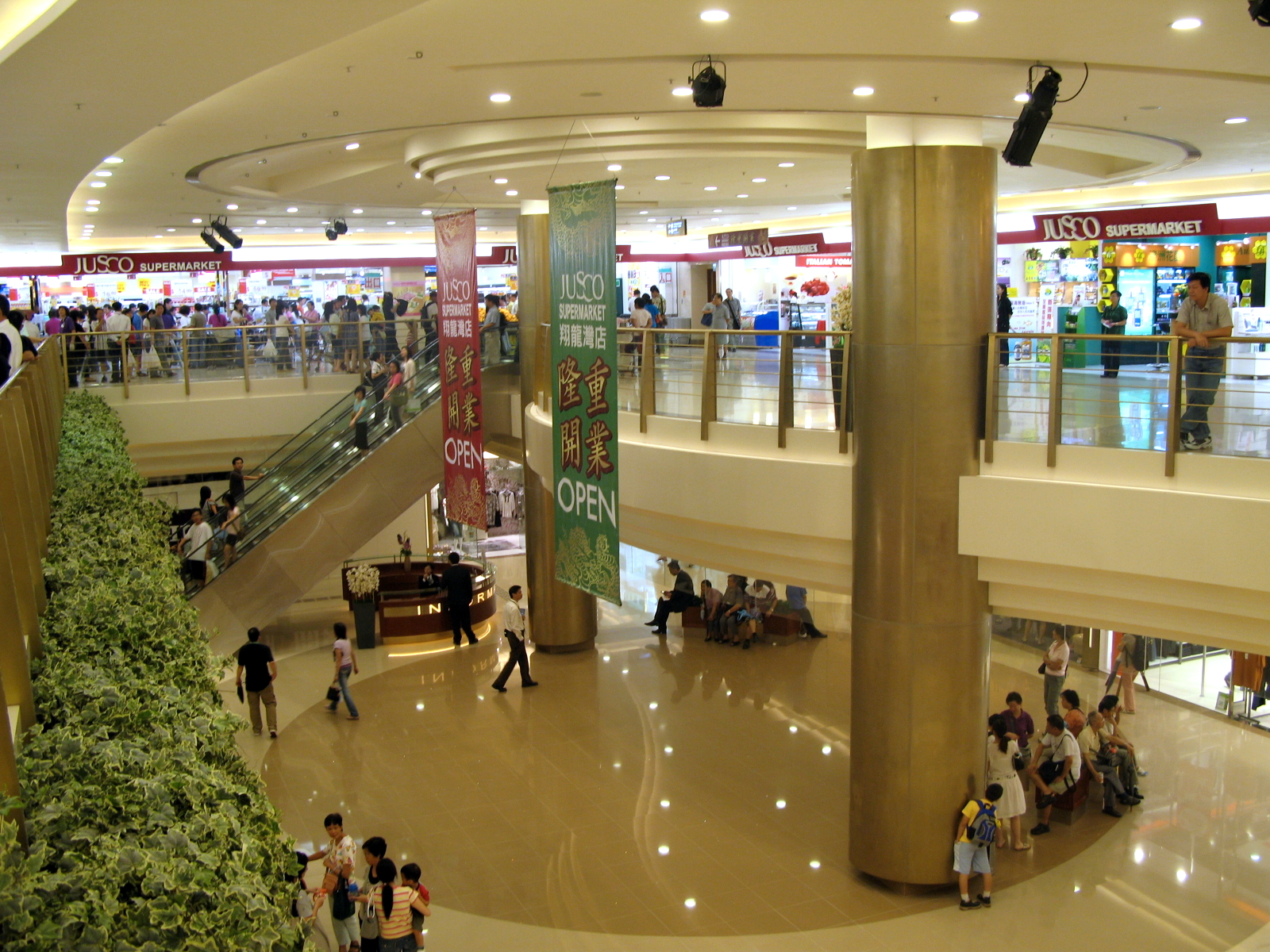
翔龍灣廣場
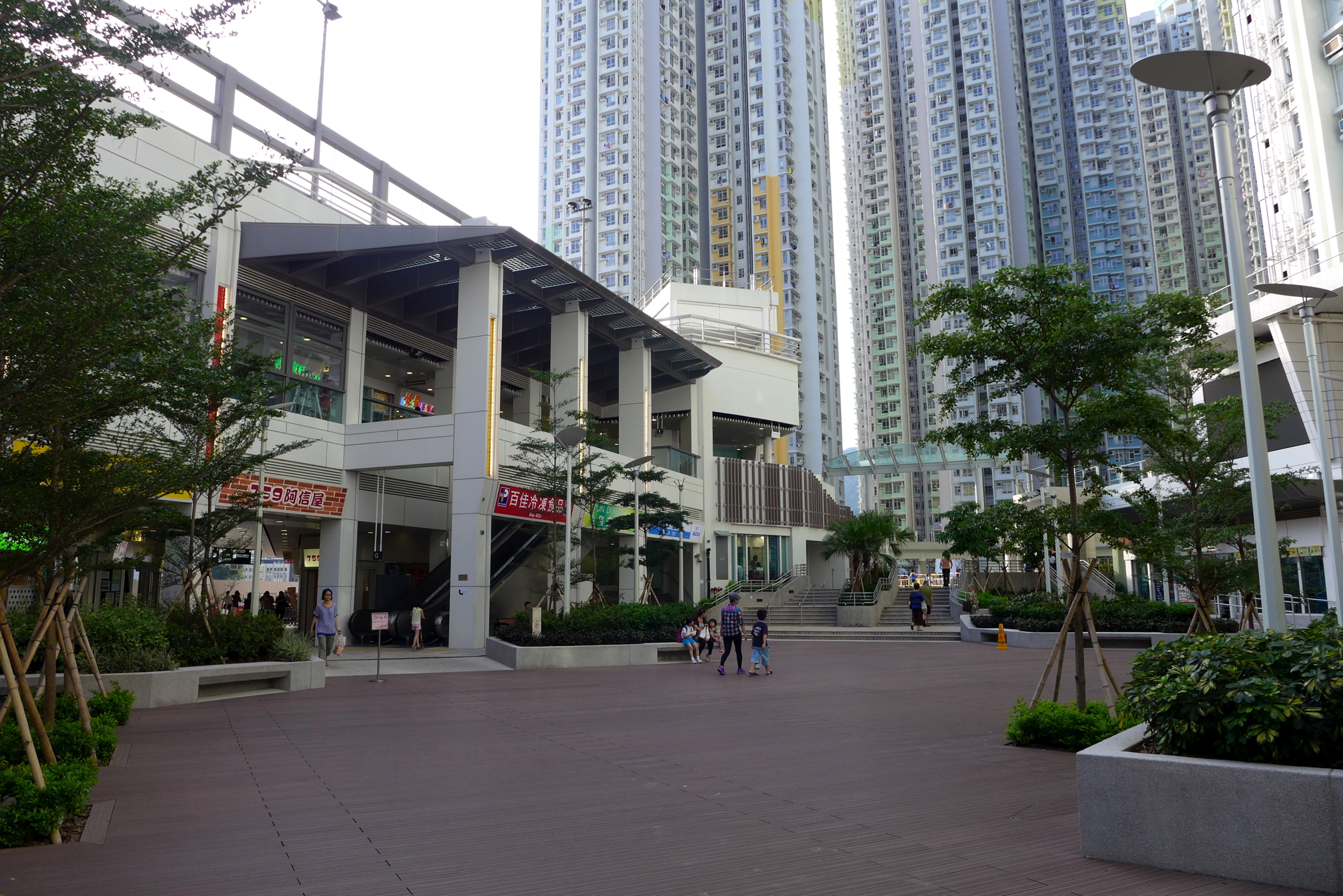
晴朗商場
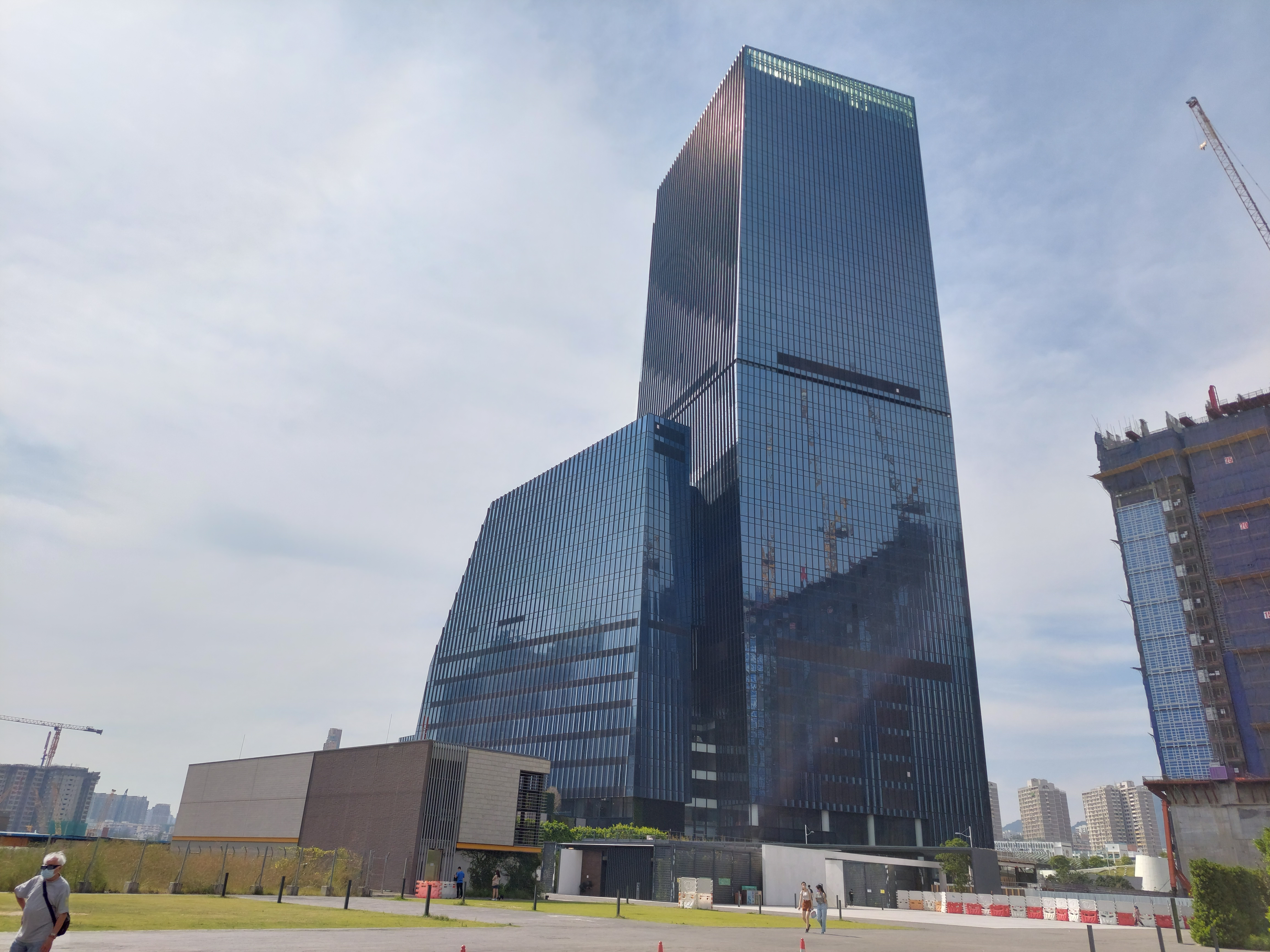
AIRSIDE

- 黃埔新天地
- 昇御商場
- 壹號名薈
- 海逸坊
- 紅磡廣場
- 翔龍灣廣場
- AIRSIDE

## 公共設施

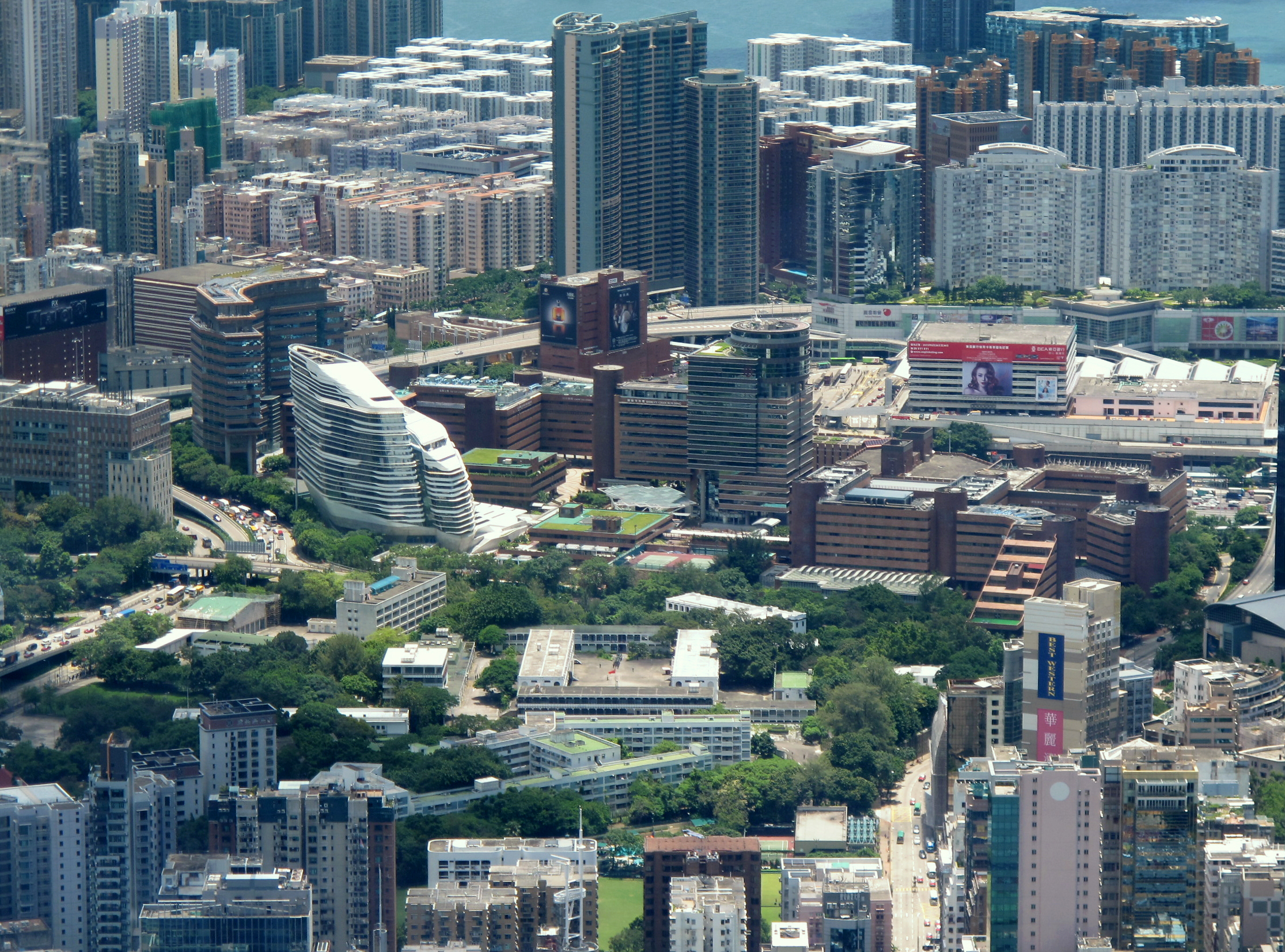
香港理工大學

### 教育

#### 大專院校
- 香港理工大學何文田校舍
- 香港浸會大學
- 香港都會大學
- 東華學院何文田校舍
- 香港專業進修學校
- 明愛社區書院-紅磡

##### 已遷移院校
- 香港專業教育學院李惠利分校，原址位於九龍塘
- 明愛白英奇專業學校紅磡校園，原址位於紅磡漆咸道北

##### 基督宗教神學院校
- 中國神學研究院
- 伯特利神學院
- 香港神學院
- 南亞路德會神學院
- 播道神學院

#### 中學教育
截至2009年，九龍城區內有31間中學。當中不乏傳統名校。

#### 小學教育
截至2009年，九龍城區內有57間小學。

#### 幼兒教育

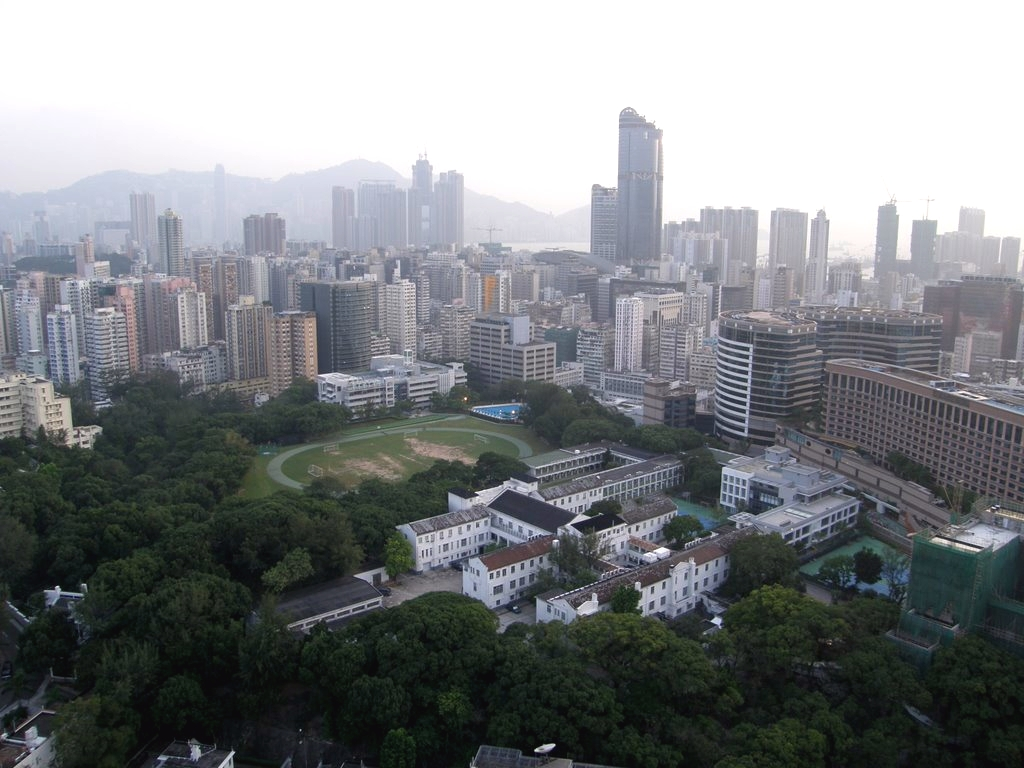
拔萃男書院
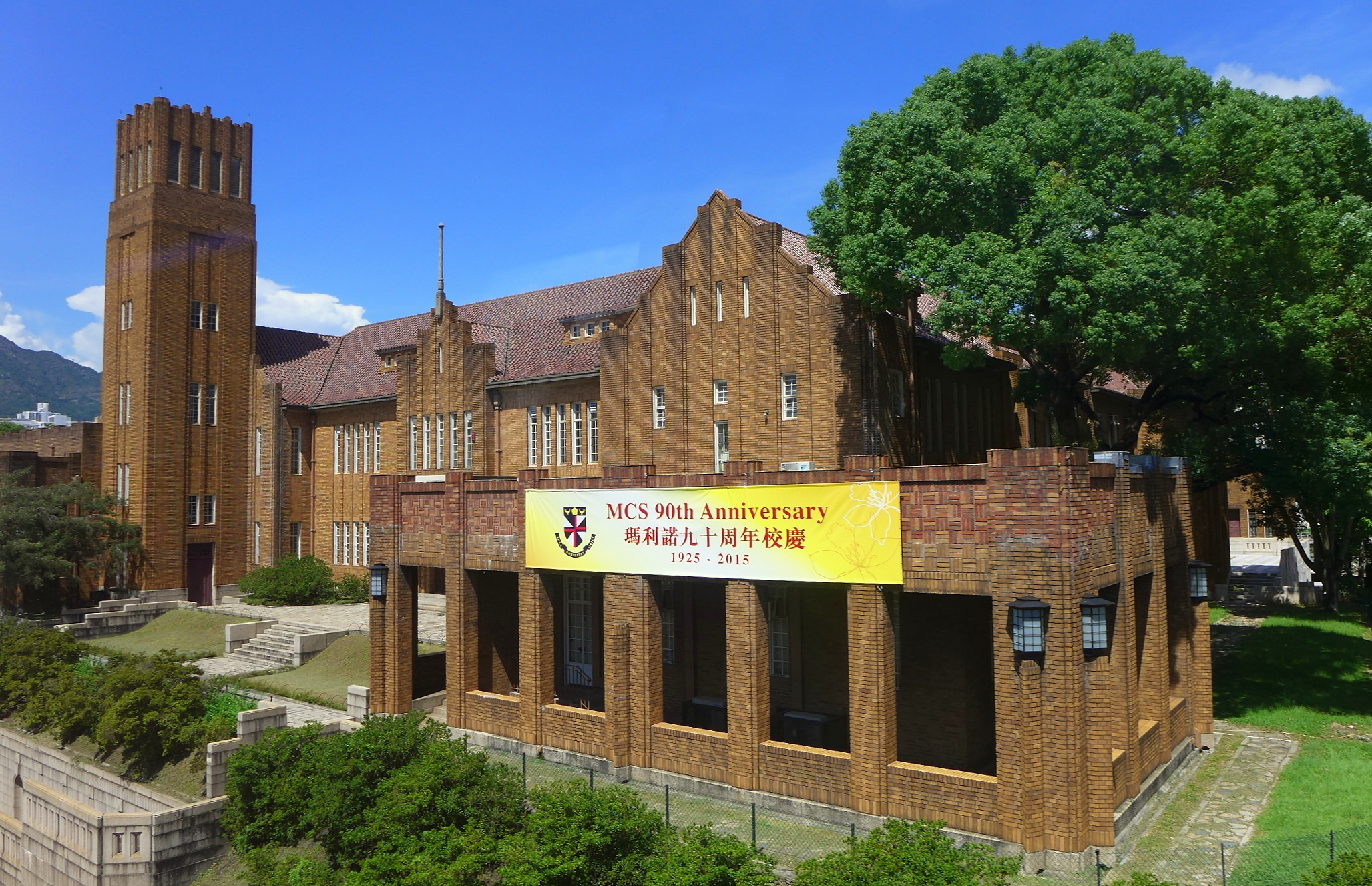
瑪利諾修院學校
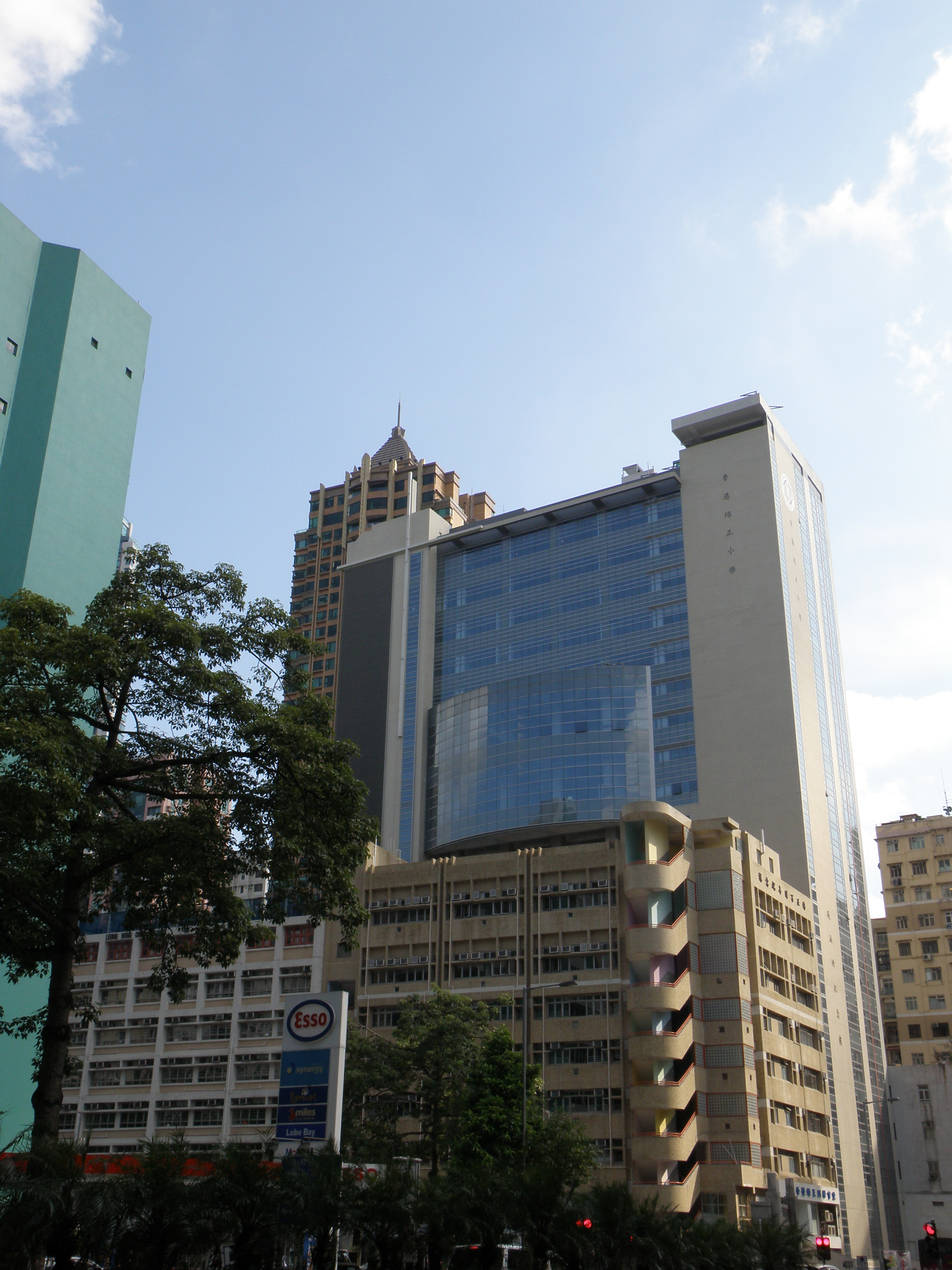
香港培正中學
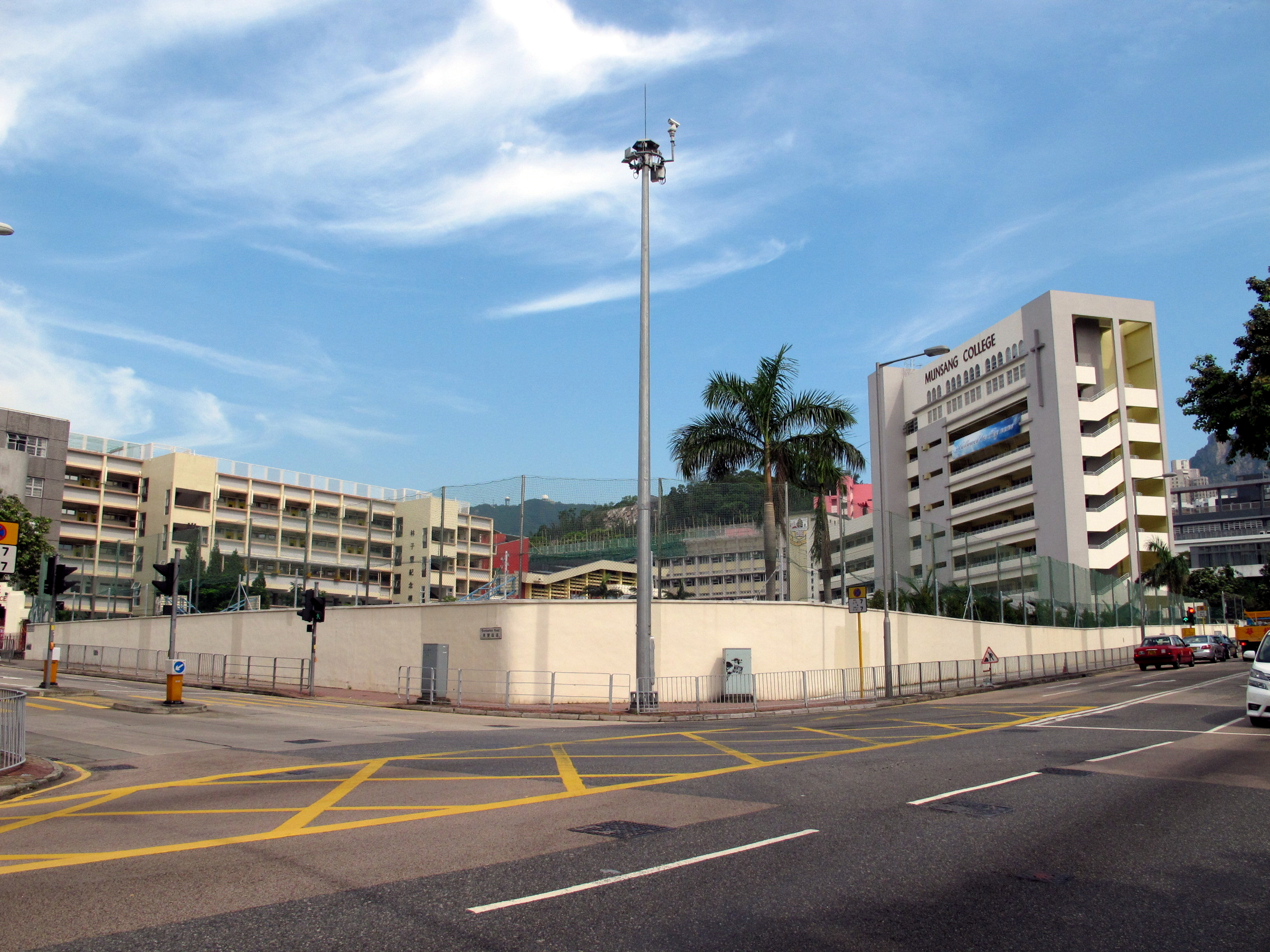
民生書院
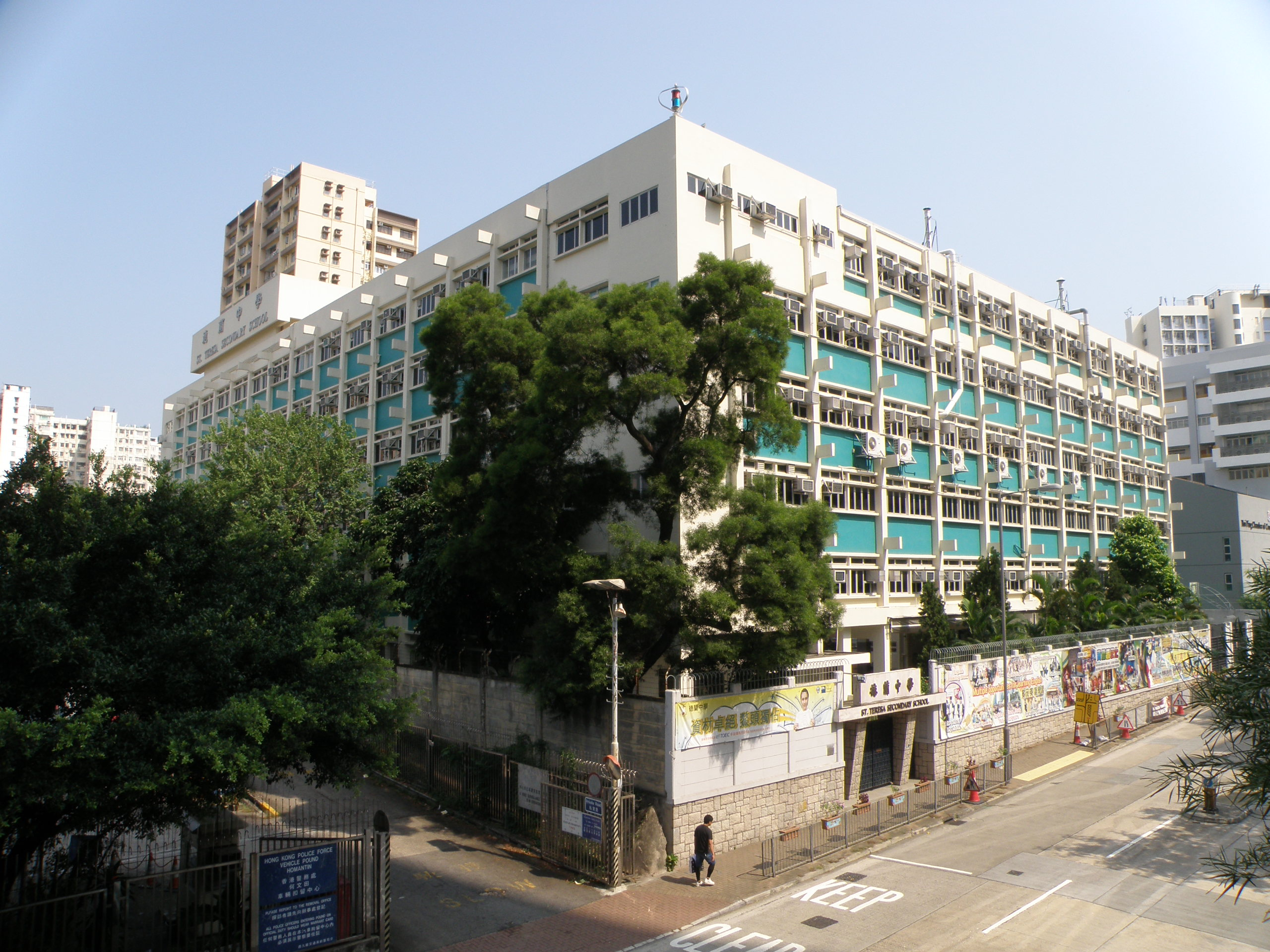
德蘭中學
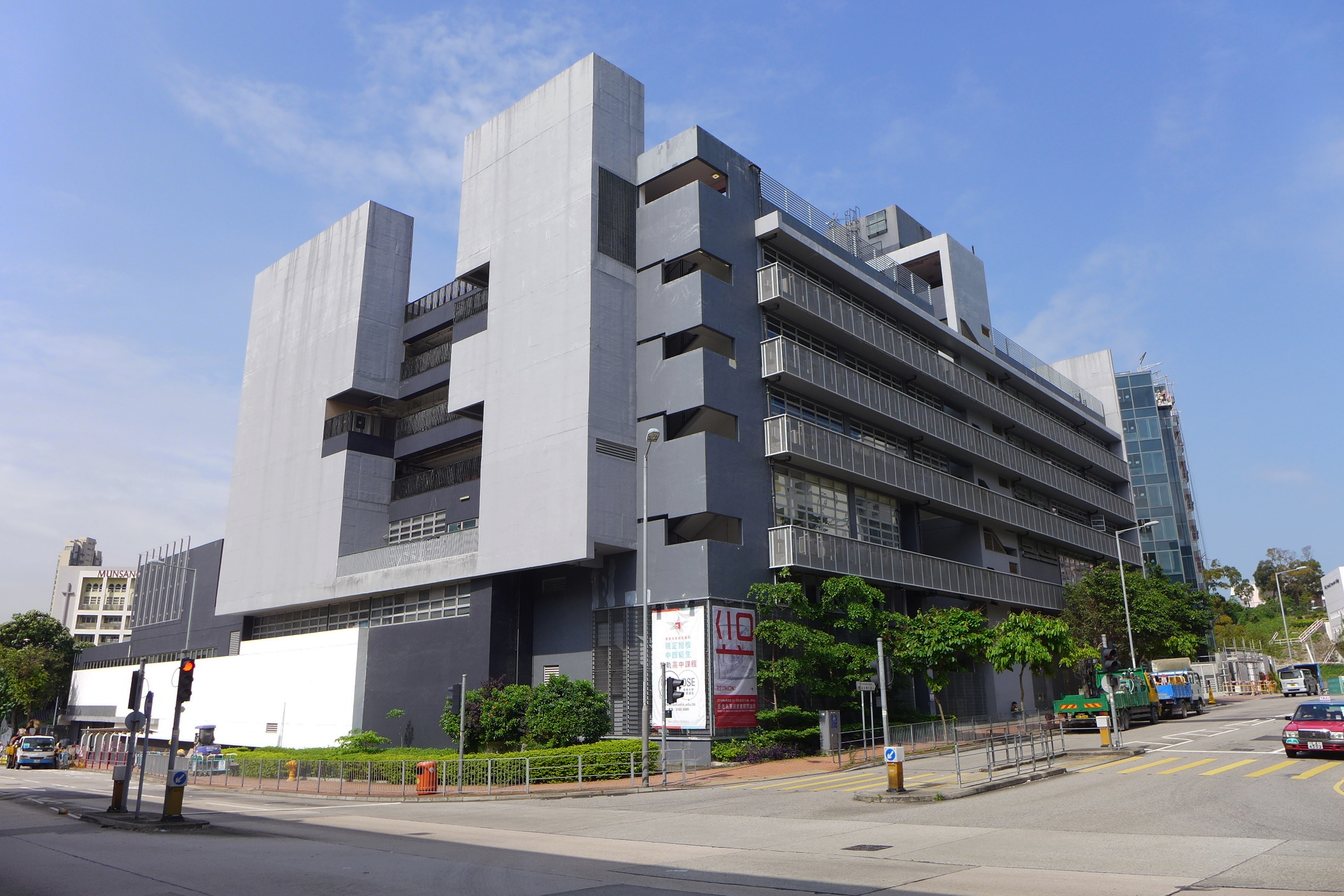
香港兆基創意書院

### 醫療服務
公營醫院（九龍中聯網）

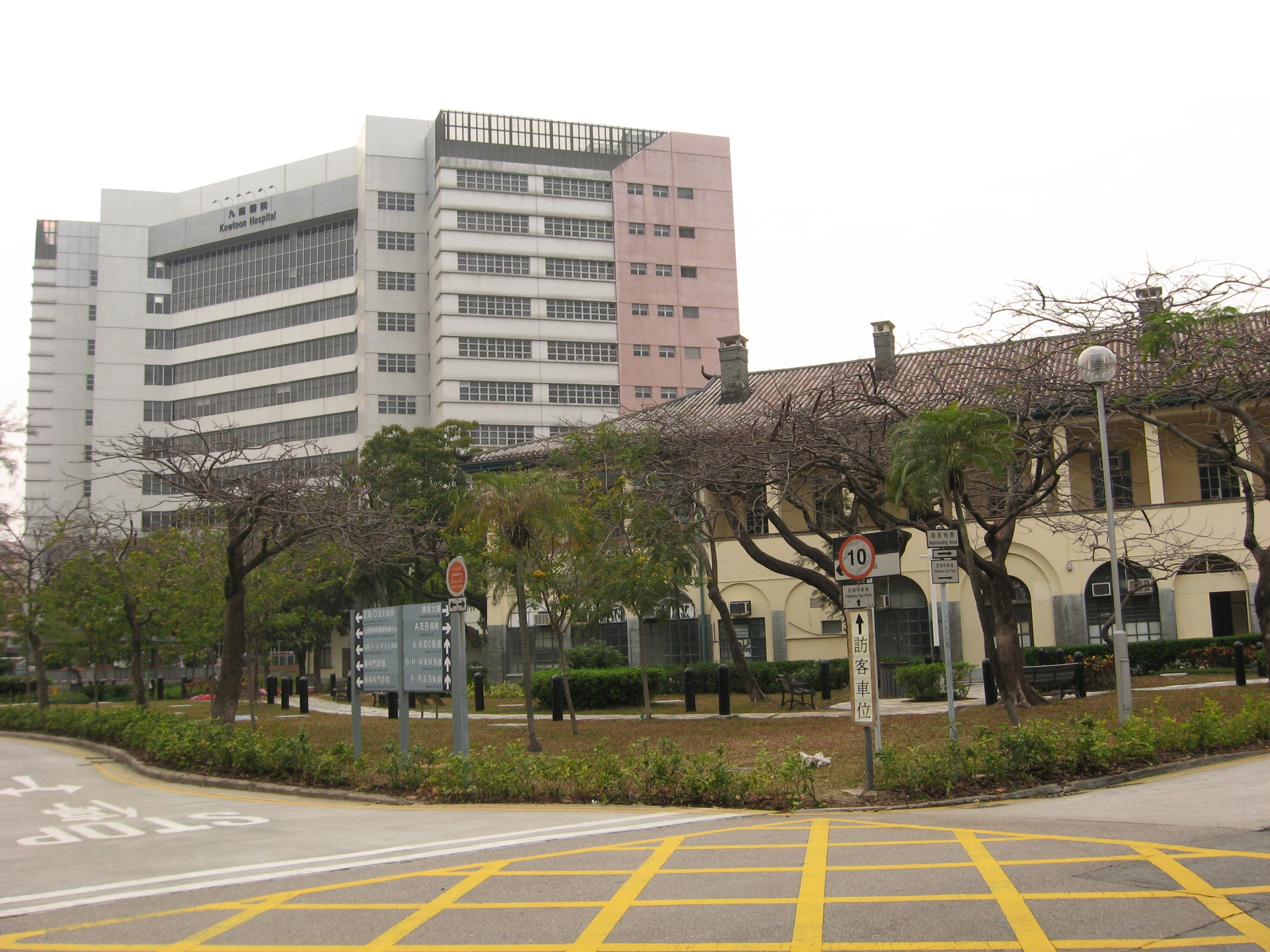
九龍醫院

- 九龍醫院– 多種專科醫院，提供精神科、康復科和呼吸內科的急症及延續護理服務，以及療養護理和社區外展服務。
- 香港眼科醫院– 專科醫院，提供眼科的專科服務。
- 香港兒童醫院– 專科醫院，提供全港性的兒科服務，負責接收香港各區的第三層醫療轉介。

公營診所
- 九龍醫院中九龍診所

私營醫院
- 聖德肋撒醫院
- 香港浸信會醫院
- 播道醫院

政府部門
- 醫療輔助隊總部 （页面存档备份，存于）

### 文康娛樂

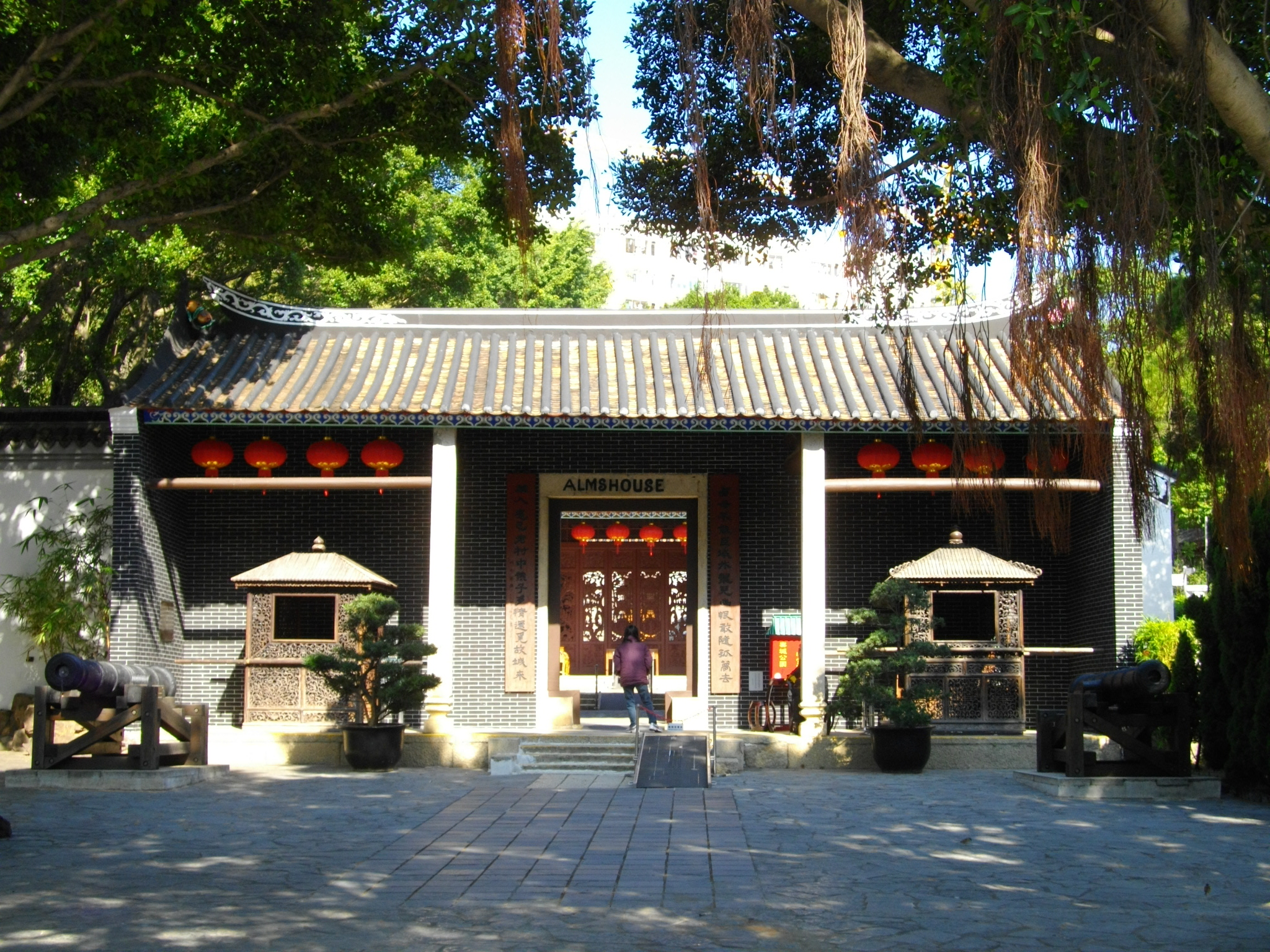
九龍城寨公園衙府緬昔

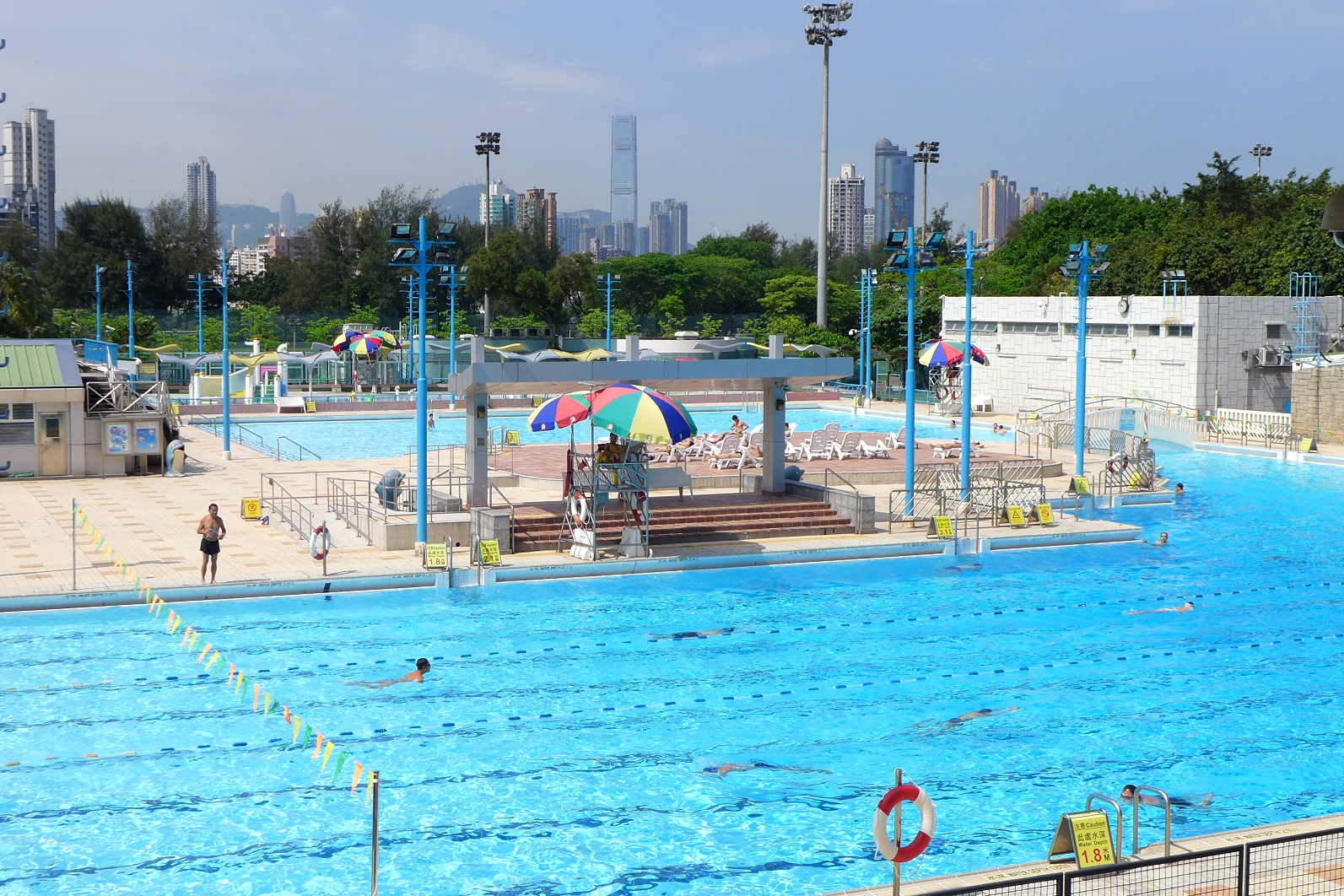
九龍仔游泳池

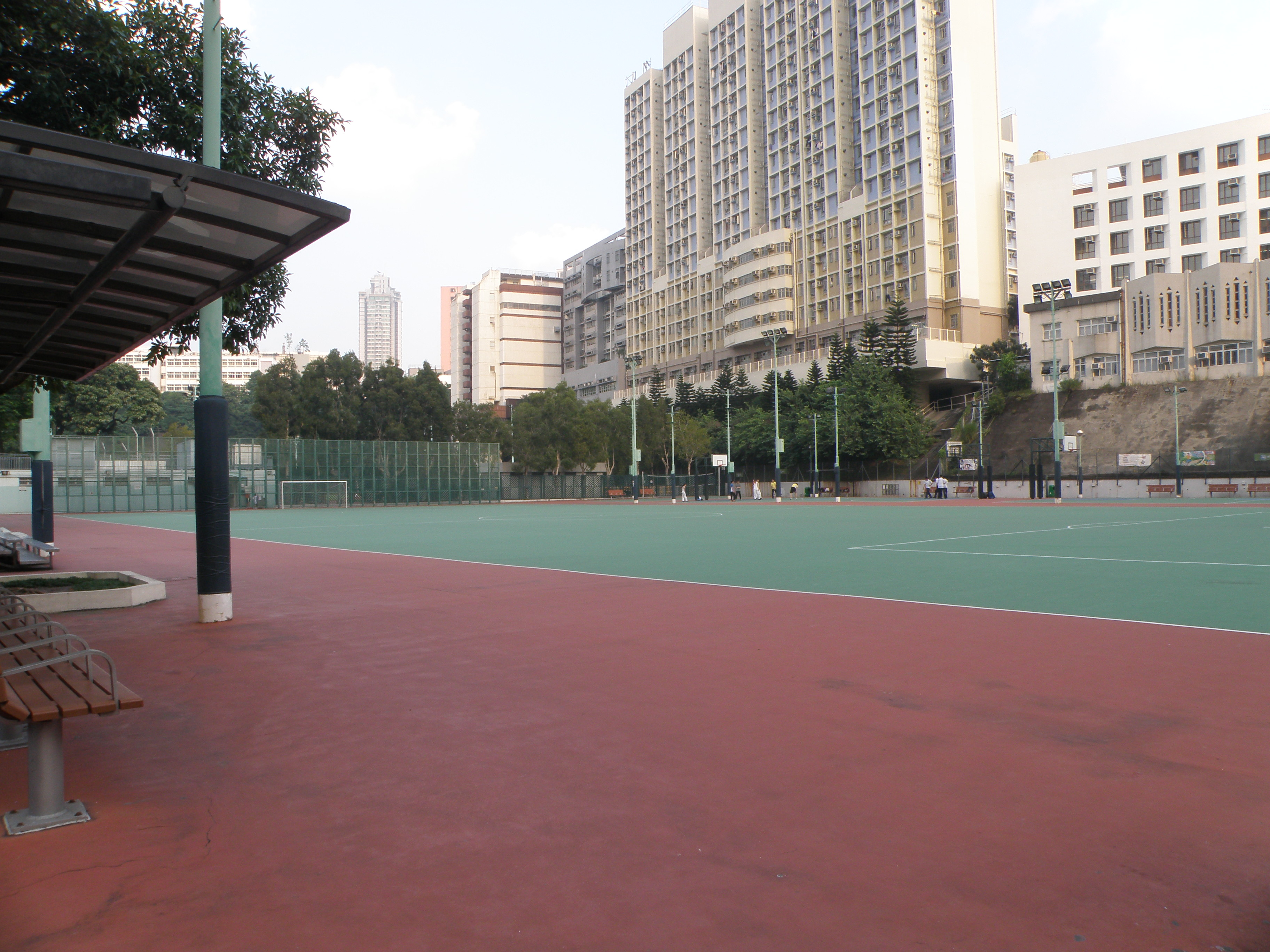
巴富街運動場

| 博物館及古蹟 - 九龍寨城南門遺蹟 - 觀音廟 - 宋王臺 社區會堂及廣場 - 高山劇場 圖書館 - 紅磡公共圖書館 - 九龍公共圖書館 - 九龍城公共圖書館 - 土瓜灣公共圖書館 |  | 公園 - 聯合道公園 - 九龍寨城公園 - 賈炳達道公園 - 世運公園 - 何文田公園 - 海心公園 - 九龍仔公園 - 和黃公園 - 大環山公園 - 高山道公園 - 紅磡海濱長堤 - 紅磡海濱花園 |  | 康樂場地 - 九龍仔運動場 - 巴富街運動場 - 義德道遊樂場 - 馬頭圍道遊樂場 - 天光道遊樂場 - 亞皆老街遊樂場 - 佛光街遊樂場 - 京士柏上配水庫遊樂場 - 牛津道遊樂場 - 土瓜灣遊樂場 - 金城道遊樂場 - 靠背壟道遊樂場 - 景雲街遊樂場 - 龍翔道遊樂場 - 太平道遊樂場 - 培正道遊樂場 |  | 體育館 - 佛光街體育館 - 何文田體育館 - 紅磡市政大廈體育館 - 九龍城體育館 - 土瓜灣體育館 游泳池 - 大環山游泳池 - 何文田游泳池 - 九龍仔游泳池 |  |  |

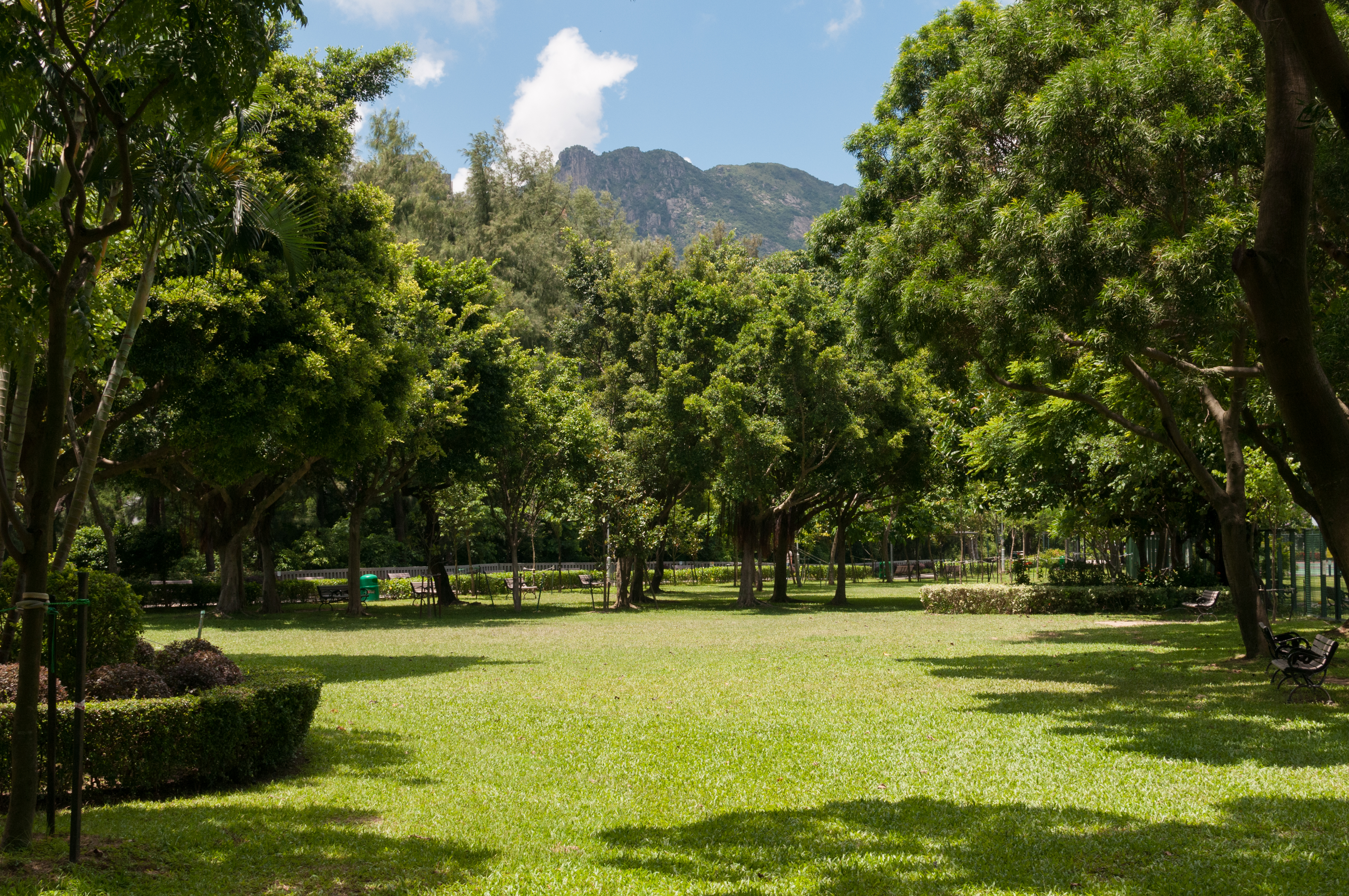
九龍仔公園
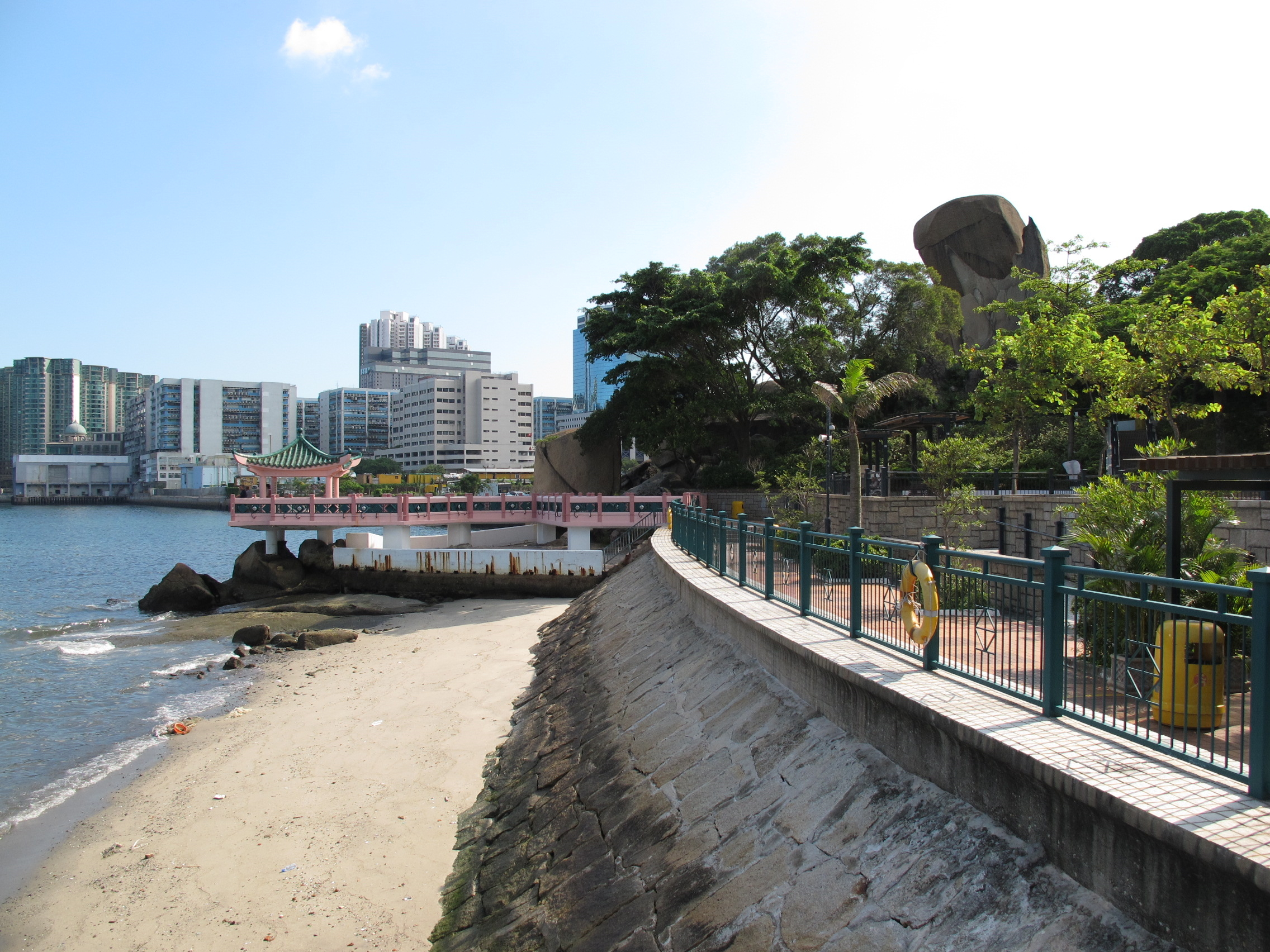
海心公園
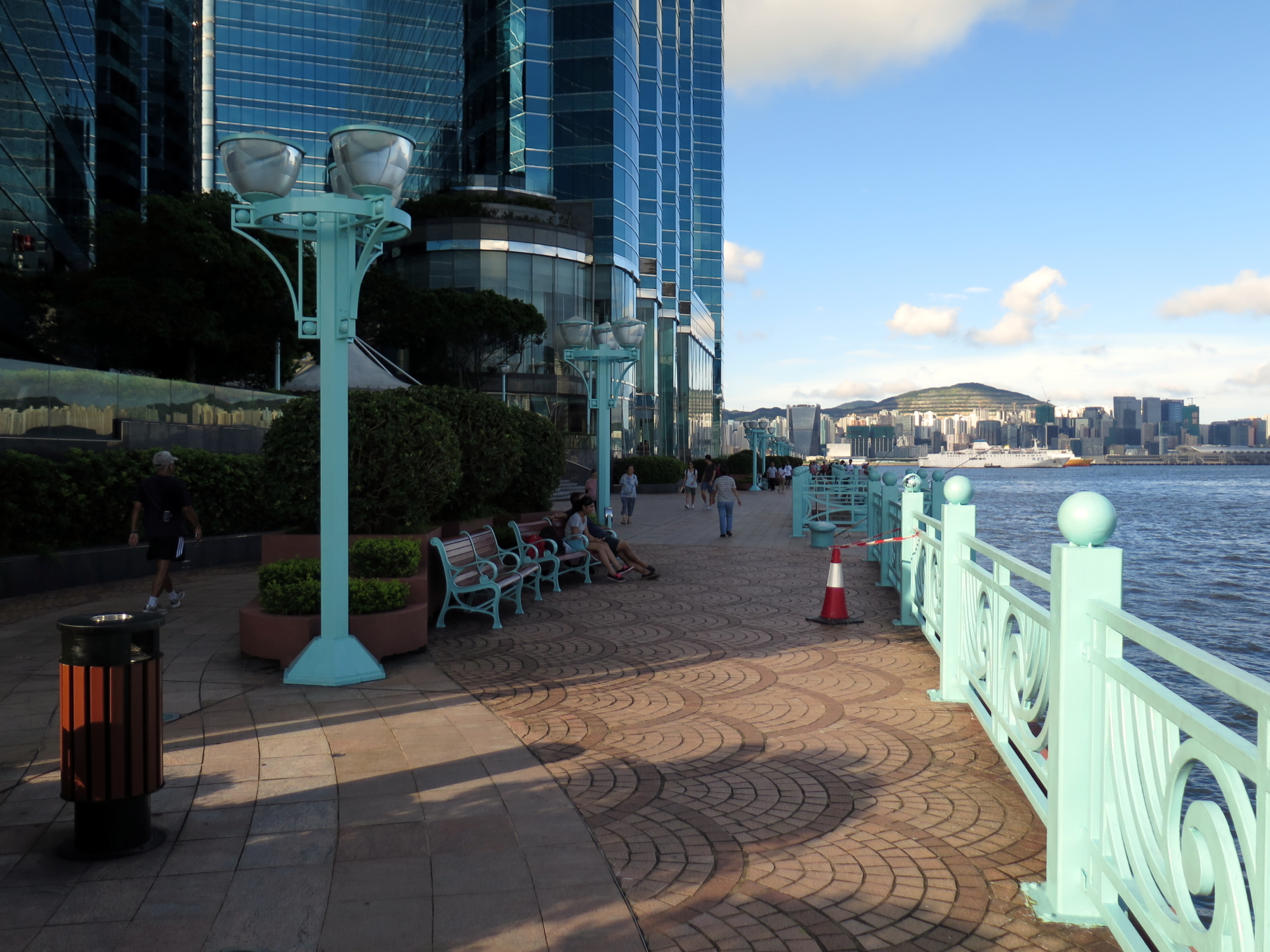
紅磡海濱長堤
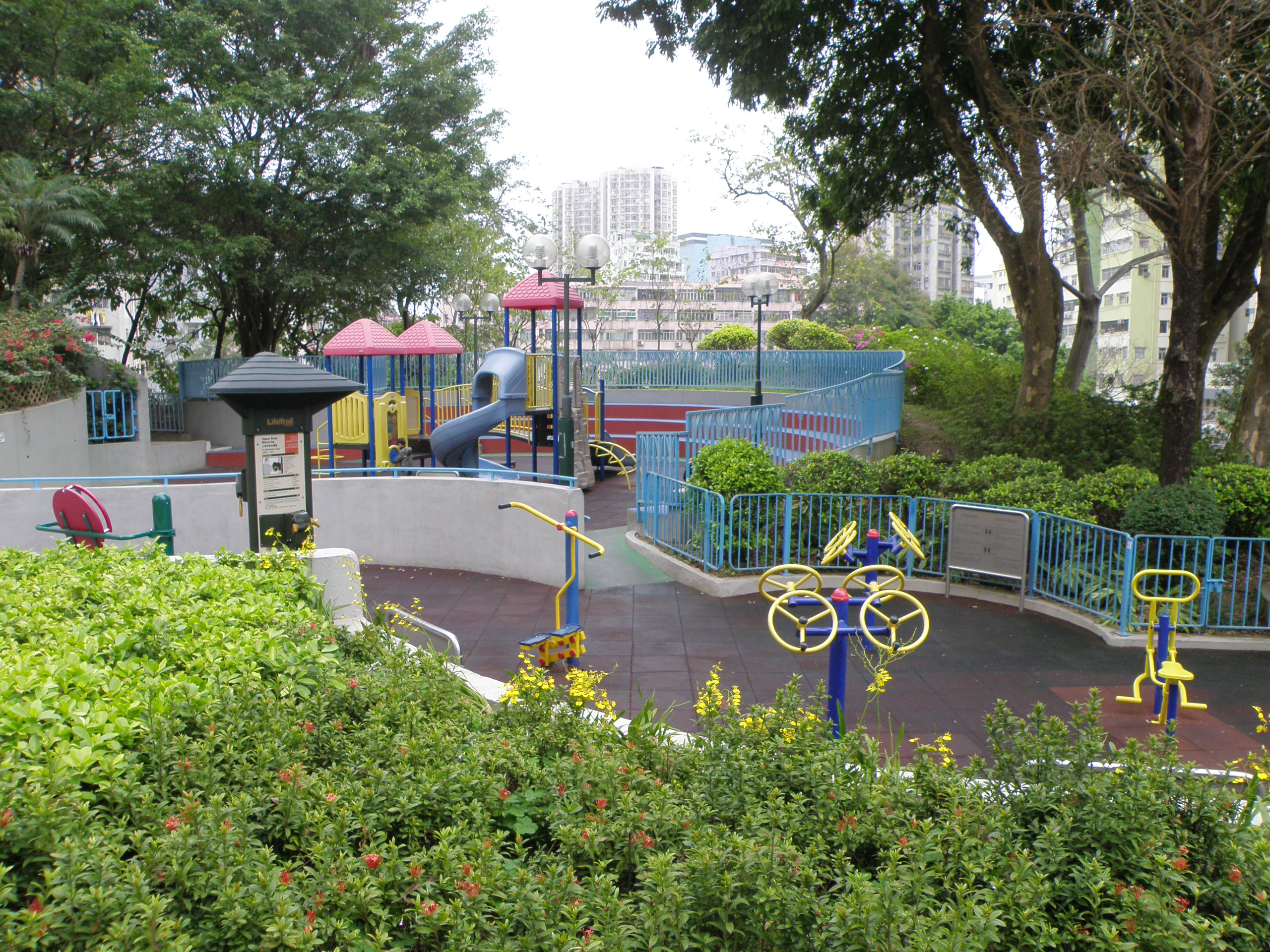
高山道公園

## 旅遊景點
- 九龍寨城公園
- 宋皇臺公園
- 海心公園
- 侯王古廟
- 牛棚藝術村
- 石屋家園
- 啟德郵輪碼頭[9]

## 經濟發展

### 商業
除了區內住宅樓宇低層的商業活動外，現時紅磡灣一帶有幾棟辦公室大樓及酒店，而鄰近黃埔花園的海濱廣場及九龍海逸君綽酒店，更是區內最大的商業項目。

### 工業
九龍城區全區都零散分佈着舊式大廈和唐樓，以住宅為主，較少工業發展，只有紅磡存在少量工業大廈。

## 交通

### 港鐵
- █  東鐵綫：紅磡站、九龍塘站
- █  觀塘綫：黃埔站、何文田站、九龍塘站
- █  屯馬綫：紅磡站、何文田站、土瓜灣站、宋皇臺站、啟德站

### 道路
幹線道路
- 1號幹線：窩打老道、公主道、獅子山隧道
- 5號幹線：啟德隧道、東九龍走廊

市區道路
- 太子道東及西
- 界限街
- 亞皆老街
- 馬頭涌道、馬頭圍道及漆咸道北
- 培正道及佛光街
- 紅磡繞道

### 巴士
巴士
專線小巴

### 渡輪
- 紅磡碼頭
- 九龍城碼頭
- 啟德郵輪碼頭

### 未來發展

#### 道路
- 6號幹線：中九龍幹線、東南九龍T2主幹路

## 地名爭議
九龍城區内存在不少地名及位置爭議，例如:
- 九龍城道位於土瓜灣
- 九龍城碼頭與其巴士總站位於馬頭角
- 九龍城（盛德街）巴士總站位於馬頭圍
- 九龍城裁判法院位於馬頭圍
- 九龍城政府合署於位於紅磡鶴園
- 紅磡警署位於何文田

## 外部連結
- 九龍城區議會
- 九龍城區分界圖（页面存档备份，存于）
- 九龍城區風物志（網上純文字版，原書有圖片）
- 宋王臺的介紹
- 宋王臺的歷史
- 《中國帝王皇后親王公主世系錄》宋　第四篇　皇后篇
- 《中國帝王皇后親王公主世系錄》宋　第六篇　公主篇
- 義塚無碑，掩埋著一段血寫的歷史（页面存档备份，存于）
- 始祖亮節公世系溯源辨正
- 啟德掘出疑似清朝石橋（页面存档备份，存于）

22°19′42″N 114°11′30″E / 22.32833°N 114.19167°E